# 室蘭市
室蘭市（むろらんし）は、北海道中南部（道央地方）にある市。 胆振総合振興局の振興局所在地。計量特定市。
明治初期、戊辰戦争で敗れた仙台藩の一門筆頭・角田石川氏の家臣団の集団移住により、現地の開拓が始まる。明治後期、日英3社合弁で現在の日本製鋼所室蘭製作所、続いて現在の日本製鉄北日本製鉄所室蘭地区が設立され「鉄のまち」として発展し、東北・北海道を代表する重化学工業・港湾都市となった。市内の工場夜景は新たな観光資源になっており、「全国工場夜景都市協議会」に加盟している。
一方、測量山は渡り鳥の中継地としてこれまでに200種類もの野鳥が観測されているほか、ハヤブサの繁殖地になっている。また、室蘭近海はイルカ・クジラなどの海洋哺乳動物に出会える機会もあり、「イルカ・クジラウオッチング」をすることができる。

## 市名の由来
現室蘭市街付近は「トッカリモイ」と呼ばれていたが、1871年（明治4年）に港が「モルラン」（旧室蘭港、現在の崎守町付近）から移り（新室蘭港）、地名も移動した。
これと前後して「室蘭」の漢字があてられ、明治中期ごろまでは「もろらん」と呼んでいたが、後年漢字の音に引きずられて変化し、「むろらん」となった。
「モルラン」の原義は、一説には「モルエラニ（mo-ru-e-ran-i）」（小さな・道・そこを・下る・ところ〔＝小さな坂道〕）とされている。
この、アイヌ語地名における「ルエラニ（ruerani）」（坂）はしばしば「ラニ」「ラン」「ルラン」のように略されており、当地も同様に略されて、「モルラン（mo-ruran）」となったと考えられている。
なお、「トッカリモイ」の原義はアイヌ語の「トゥカㇻモイ（tukar-moy）」（アザラシ・湾）とされている。

## 市章
室蘭市制が施行された1922年（大正11年）8月1日、室蘭市吏員（職員）が佩用する徽章の意匠が制定されたが、改めて市章（室蘭市紋章）を制定するため、1936年（昭和11年）3月に懸賞金付き（1等10円、2等5円、3等3円）で市民から図案を公募し、寄せられた700点超の中から当時日本製鋼所室蘭製作所に勤務していた村井良夫の作品が選定され、4月13日の室蘭市告示第50号で制定された。
市章は6つのカタカナのロを円形に配した「ムロ」を、中央に「蘭花」の図を置き、合わせて「室蘭」を示す。市章の図案を作成した村井によれば、蘭花の下方の花弁2枚で「どっしりと大地をつかみ市の安定も願っている」意もあるという。6つのロを外周に置き「ムロ」を表す点は、根室市章と共通している。また、蘭花の図案は、満洲国皇帝の愛新覚羅溥儀が下賜した煙草を日本製鋼所の同僚から分けてもらった村井が、煙草に表された蘭花紋を見て着想を得たものといい、全体的な意匠の構成が酷似している。

初代市章（吏員徽章）
満洲国の国章（蘭花紋）

## 地理

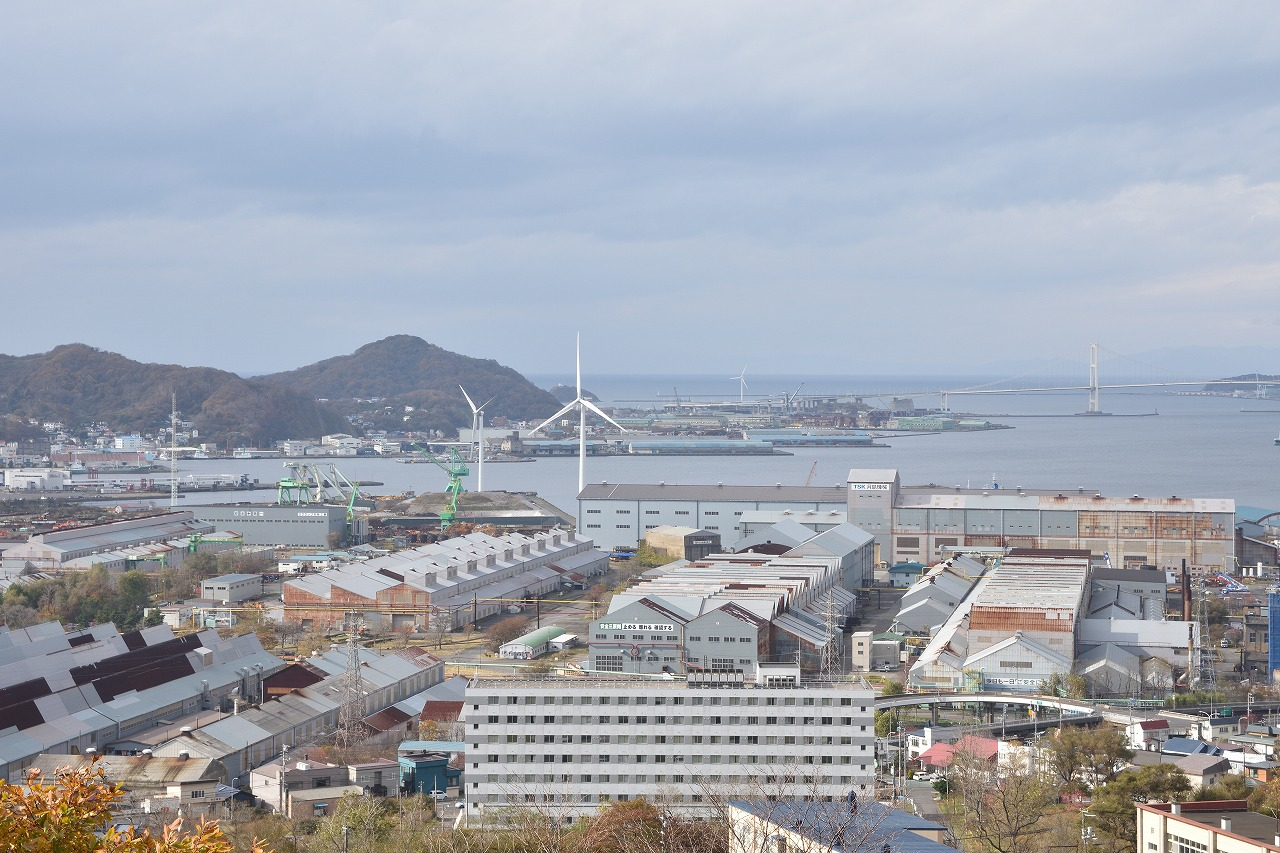
工業地帯と白鳥大橋（画像右上海上）

太平洋と内浦湾（噴火湾）の境に突き出した絵鞆半島と半島付け根の砂州を中心に市街地があり、三方を海に囲まれた馬蹄型の地形をしている。大英帝国の紀行作家イザベラ・バードが室蘭を訪れた際には「とても麗しい湾の急峻な岸辺という絵のように美しい所にある小さな町」と評している。絵鞆半島に抱き込まれた形となっている室蘭港（白鳥湾）は天然の良港になっており、港を跨ぐ東日本最大の吊り橋である白鳥大橋を利用して市内を1周することができる。市東部を除いた平地の大部分は工業地で占められており、古くからの住宅地は沢沿いに形成している。一方、絵鞆半島の外側は断崖絶壁が約14 km連なる風光明媚な景勝地になっており、日本放送協会（NHK）によるテレビ番組『ブラタモリ』でも紹介された。鳴り砂で知られるイタンキ浜が「日本の渚百選」、ハルカラモイ・マスイチ浜・チキウ岬・トッカリショ浜が「絵鞆半島の外海岸」として国の名勝「ピリカノカ」に指定されている。

### 地形

#### 山地
主な山
- 鷲別岳（室蘭岳 911.0 m）
- 天神山（211.9 m）
- 測量山（199.6 m）
- 三等三角点「母恋」（187.9 m）
- ぼんず山（ローソク岩横の崖山 154 m）
- 母恋富士（141 m）
- 二等三角点「本台」（鷲別岬 107.3 m）
- 楽山（82.9 m）

#### 河川
主な川
- 鷲別川
- 知利別川
- 本輪西川
- ペトトル川
- チマイベツ川（千舞鼈川）
- コイカクシ川（恋隠川）

#### 海岸
主な岬
- チキウ岬（地球岬）
- 鷲別岬（通称：神社山）
- イタンキ岬
- トッカリショ岬
- ポンチキウ
- 絵鞆岬

#### 島嶼
主な島
- 大黒島
- 恵比須島

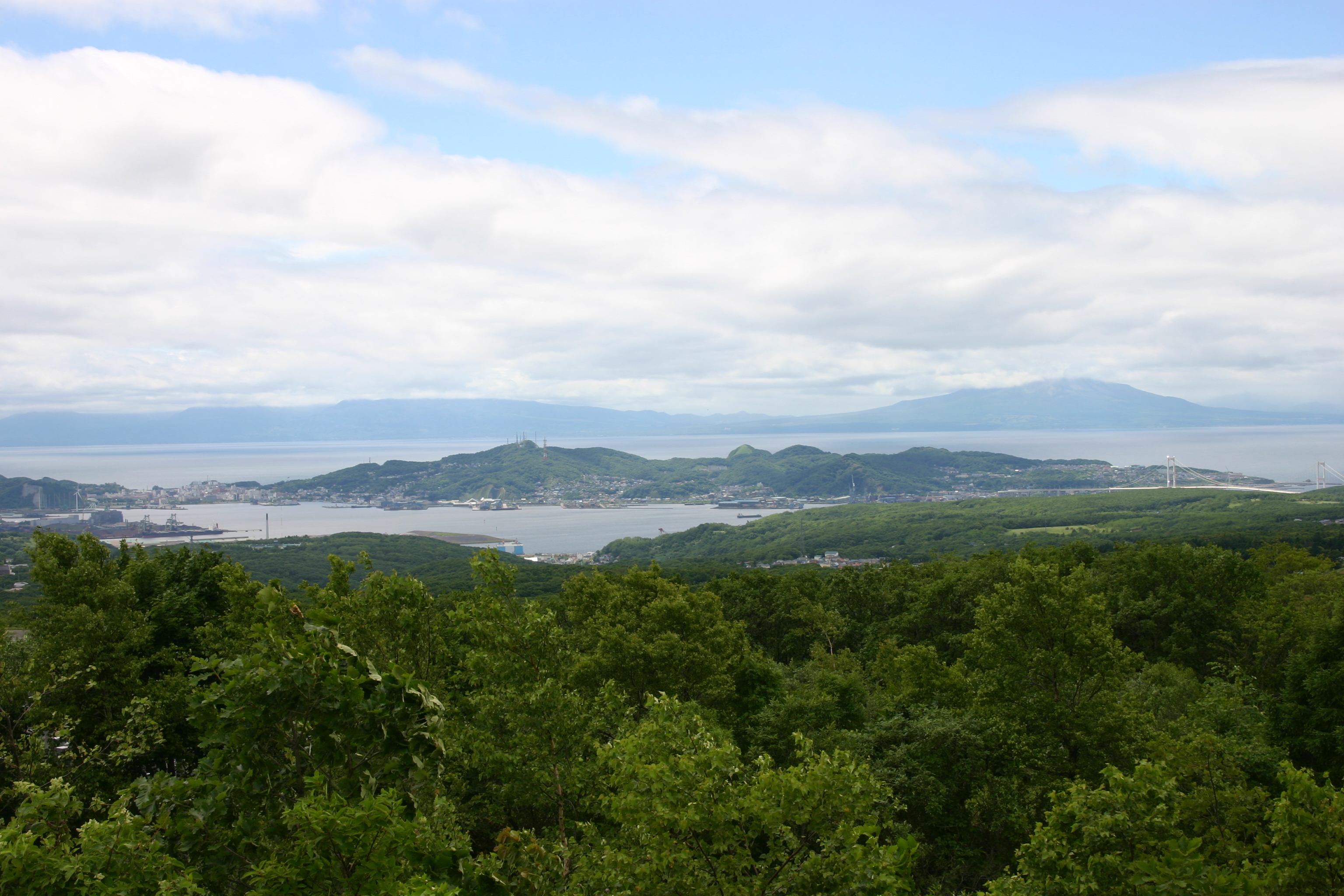
絵鞆半島（2012年7月）
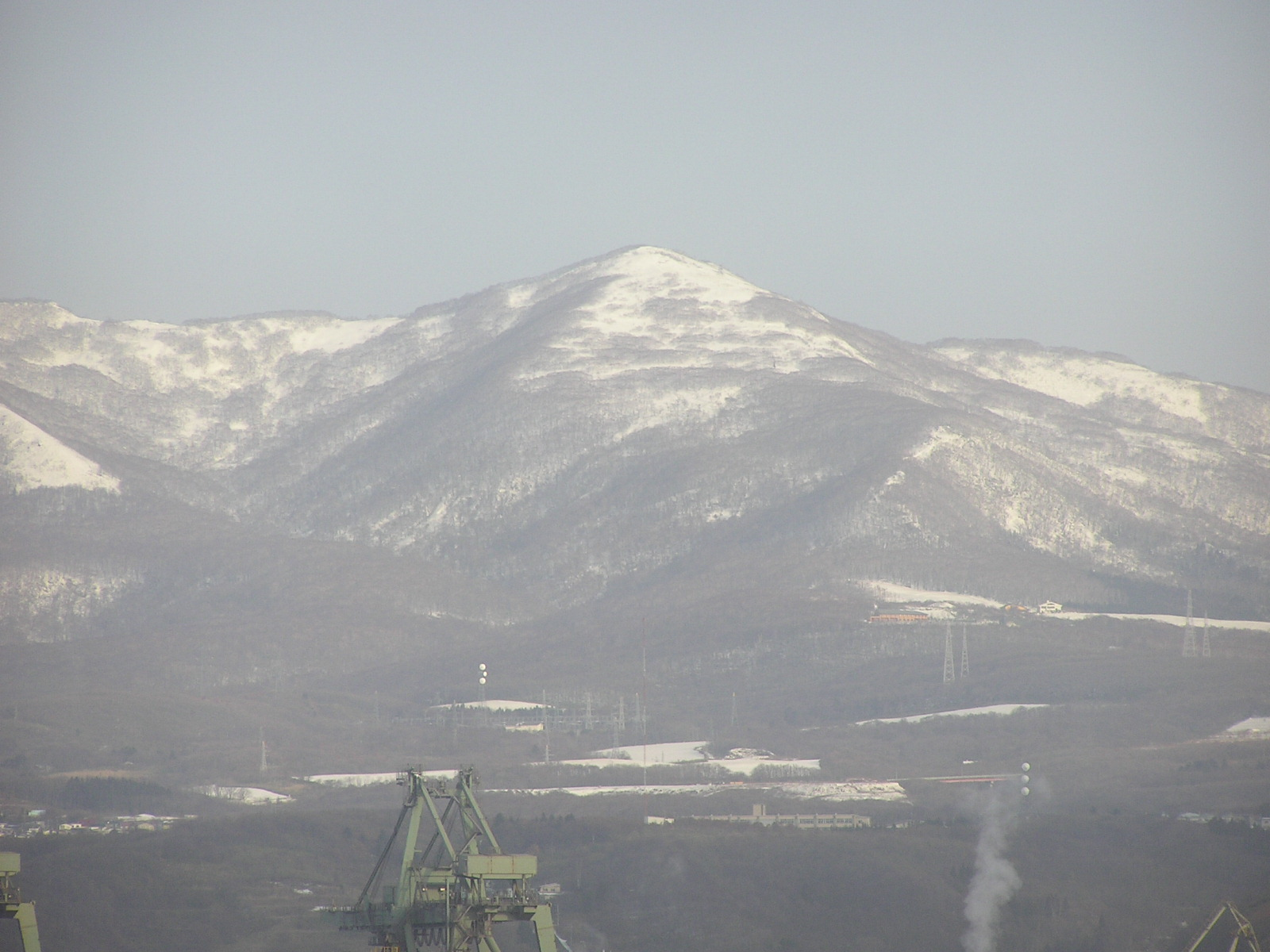
鷲別岳（室蘭岳）（2008年1月）
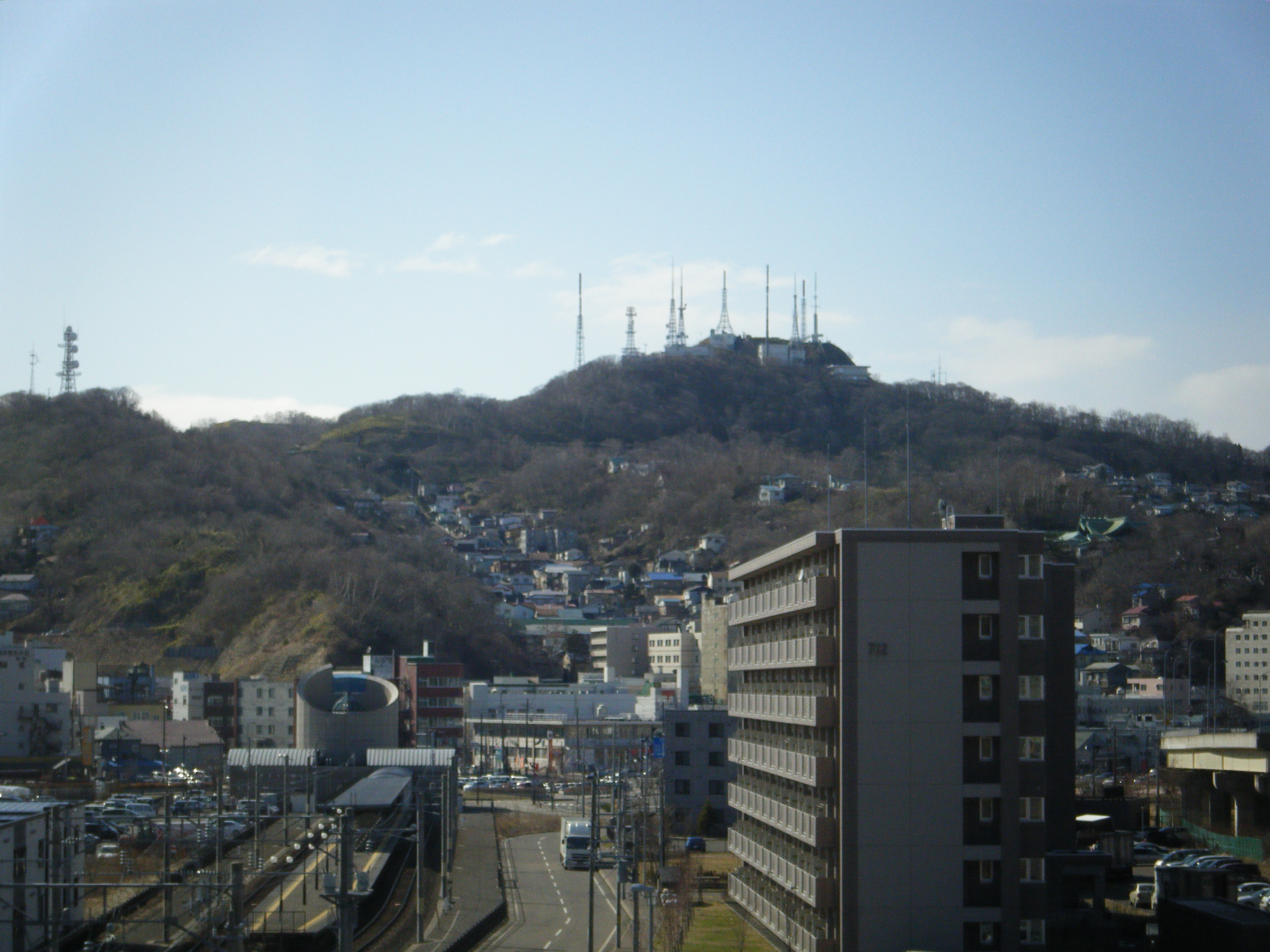
測量山（2009年3月）
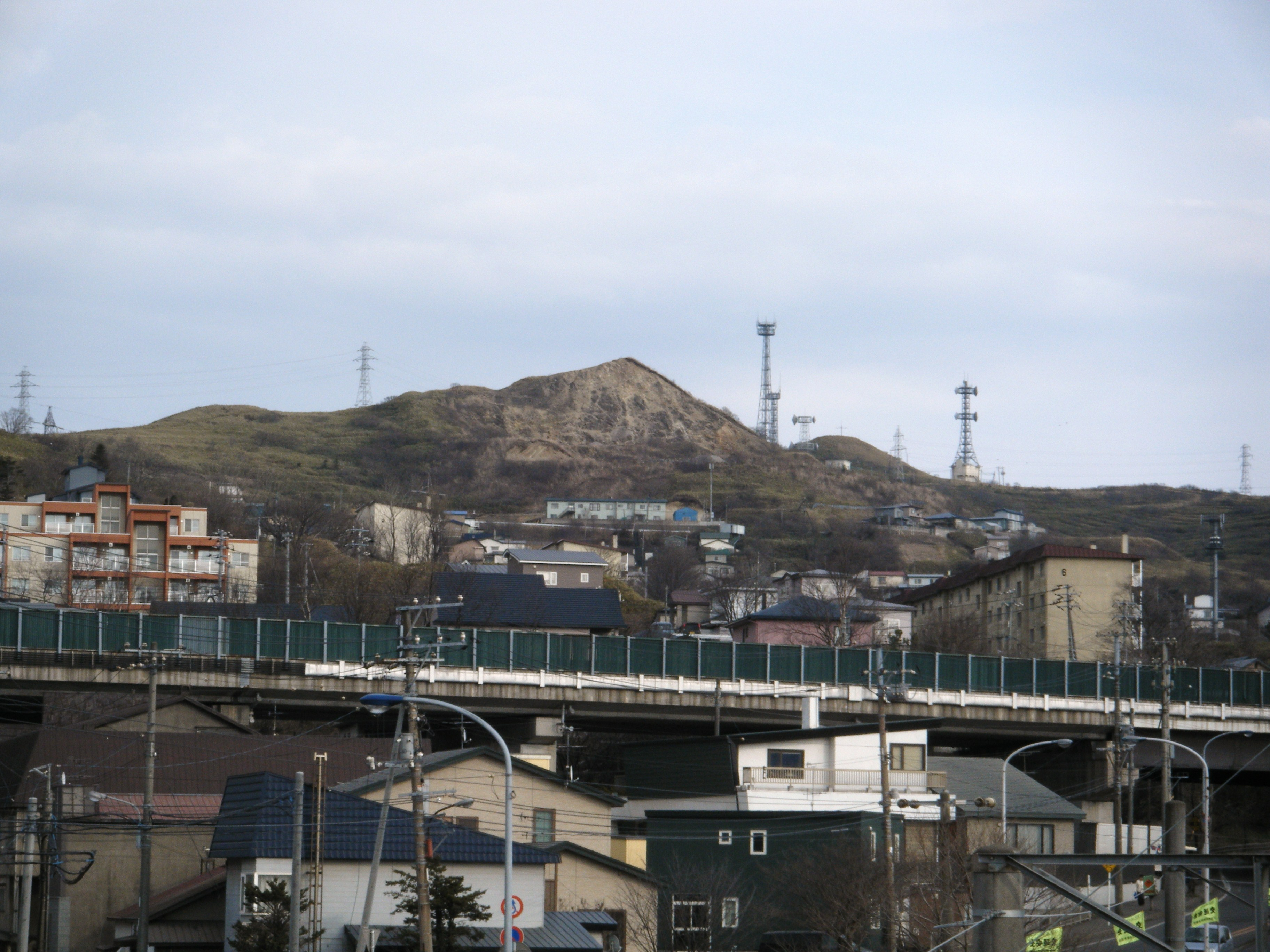
母恋富士（2009年4月）
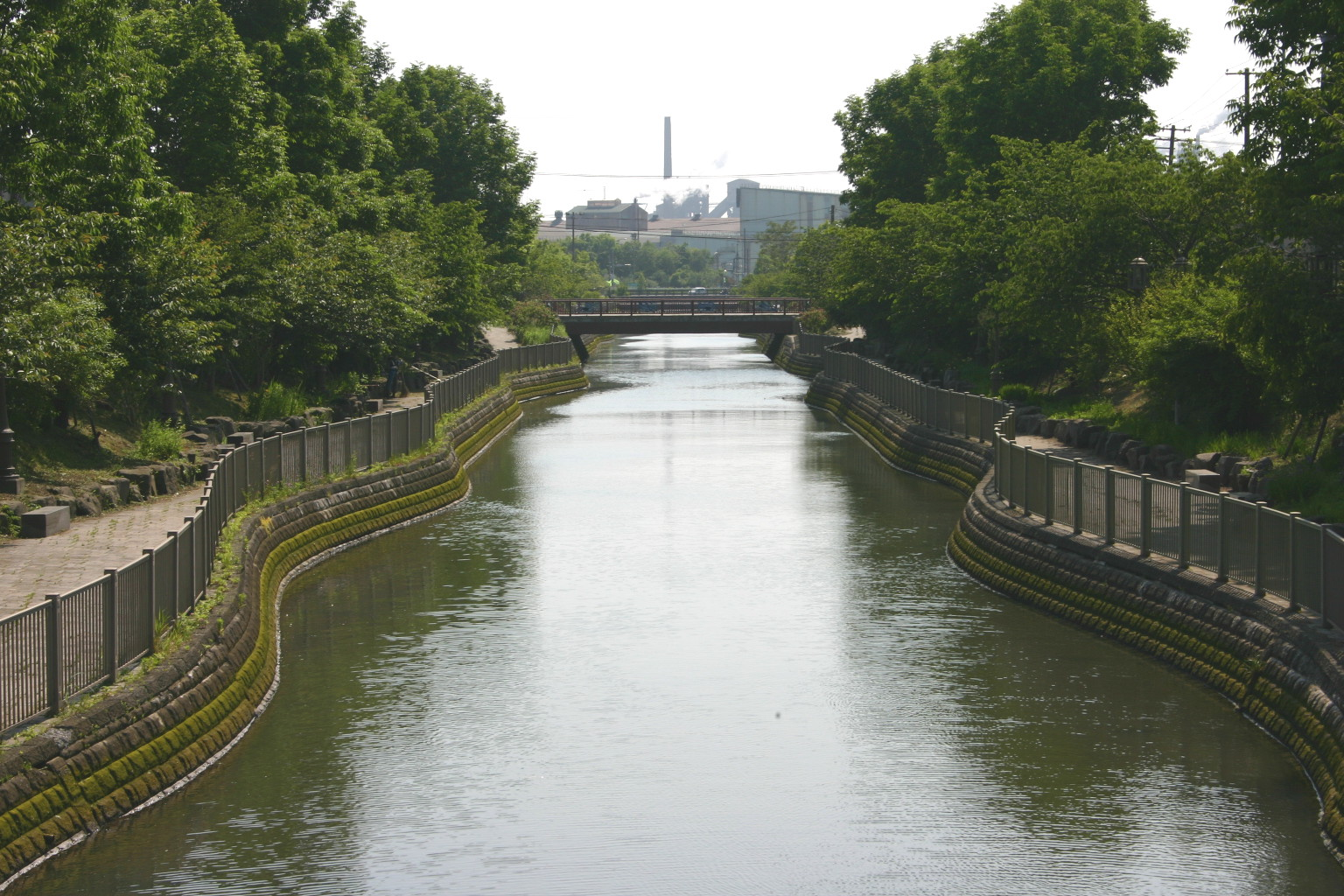
知利別川
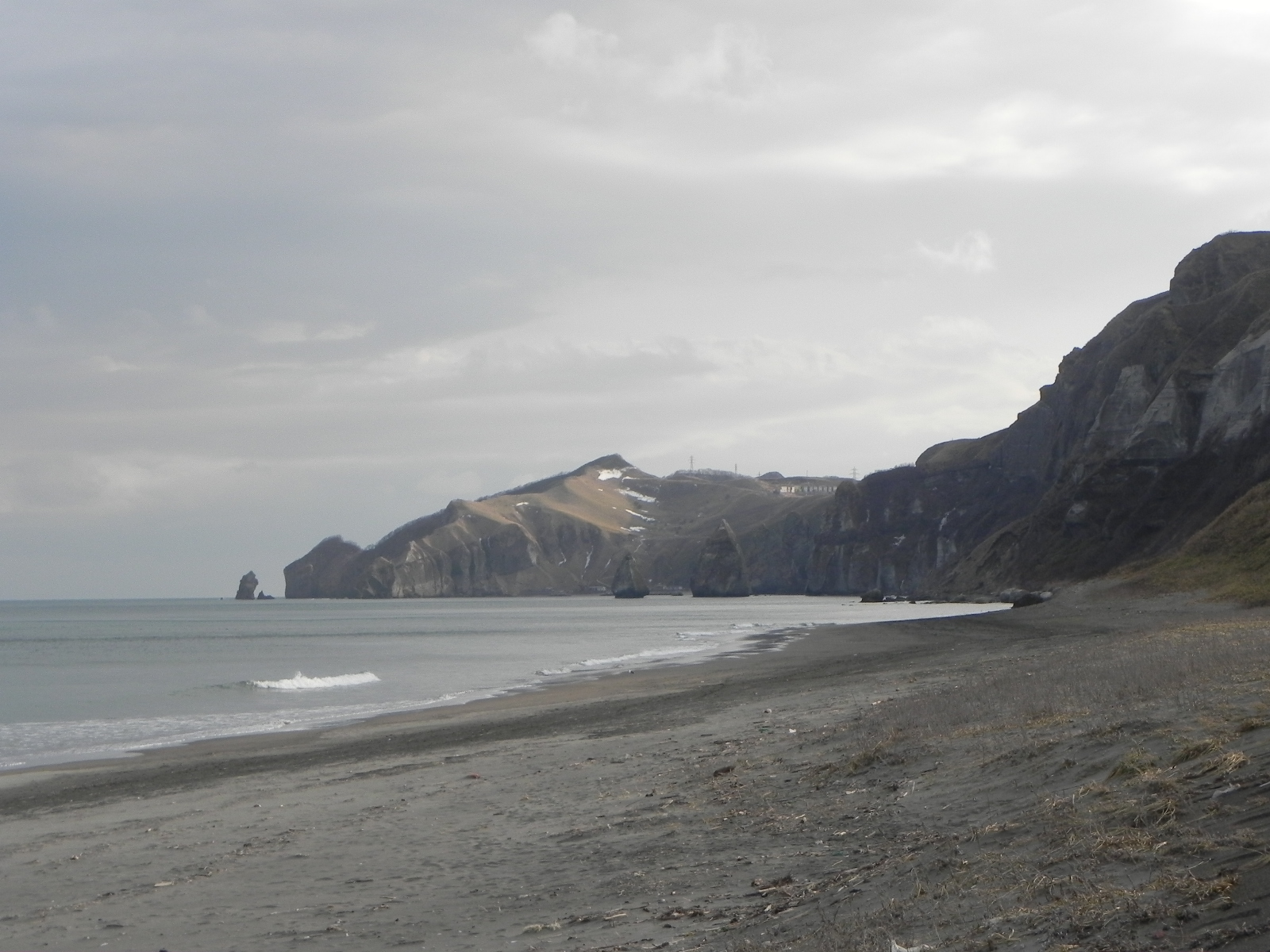
イタンキ浜（2012年4月）
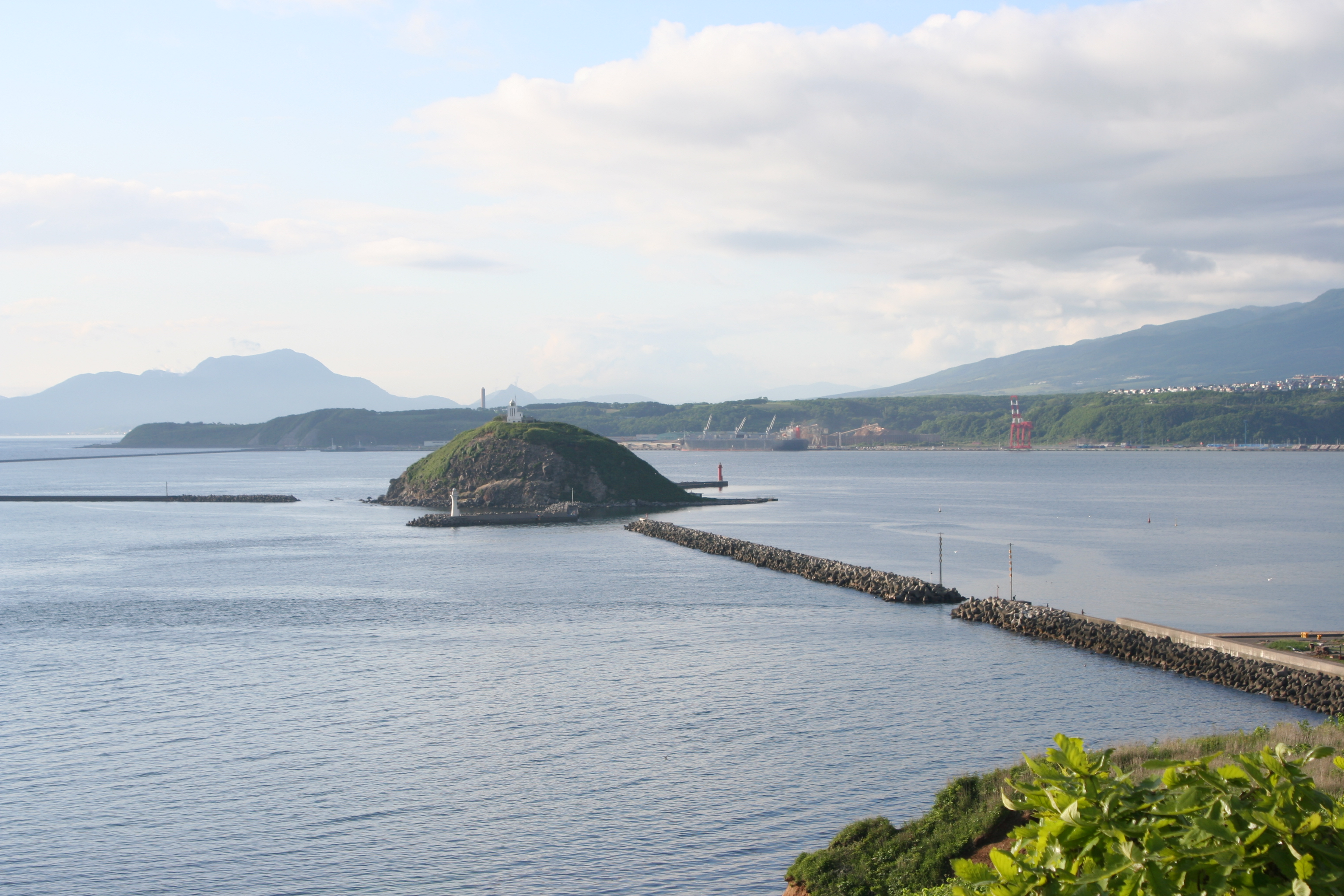
大黒島（2006年6月）

### 気候
1月の平均気温が-1.8℃と、室蘭市より南に位置する函館市より高く、1月の最低気温平均値は-4.0℃と本州内陸部に位置する長野市とほぼ同じである。ケッペンの気候区分では西岸海洋性気候（Cfb）に分類される。北西寄りの風が多く、冬期間の風が強いのが特徴になっている。気象台観測露場は絵鞆半島の先端に設置されているため、海洋性の気候を強く受けており、夏季は冷涼、冬は温暖となっている。しかし、半島に属さない蘭北・蘭東地区はより寒冷であり気温には数度の違いがある。
| 室蘭市山手町（室蘭地方気象台、標高40m）の気候                | 室蘭市山手町（室蘭地方気象台、標高40m）の気候 | 室蘭市山手町（室蘭地方気象台、標高40m）の気候 | 室蘭市山手町（室蘭地方気象台、標高40m）の気候 | 室蘭市山手町（室蘭地方気象台、標高40m）の気候 | 室蘭市山手町（室蘭地方気象台、標高40m）の気候 | 室蘭市山手町（室蘭地方気象台、標高40m）の気候 | 室蘭市山手町（室蘭地方気象台、標高40m）の気候 | 室蘭市山手町（室蘭地方気象台、標高40m）の気候 | 室蘭市山手町（室蘭地方気象台、標高40m）の気候 | 室蘭市山手町（室蘭地方気象台、標高40m）の気候 | 室蘭市山手町（室蘭地方気象台、標高40m）の気候 | 室蘭市山手町（室蘭地方気象台、標高40m）の気候 | 室蘭市山手町（室蘭地方気象台、標高40m）の気候 |
| 月                                                           | 1月                                           | 2月                                           | 3月                                           | 4月                                           | 5月                                           | 6月                                           | 7月                                           | 8月                                           | 9月                                           | 10月                                          | 11月                                          | 12月                                          | 年                                            |
| ------------------------------------------------------------ | --------------------------------------------- | --------------------------------------------- | --------------------------------------------- | --------------------------------------------- | --------------------------------------------- | --------------------------------------------- | --------------------------------------------- | --------------------------------------------- | --------------------------------------------- | --------------------------------------------- | --------------------------------------------- | --------------------------------------------- | --------------------------------------------- |
| 最高気温記録 °C （°F）                                       | 9.8 (49.6)                                    | 13.8 (56.8)                                   | 16.7 (62.1)                                   | 23.1 (73.6)                                   | 27.6 (81.7)                                   | 28.7 (83.7)                                   | 32.7 (90.9)                                   | 32.8 (91)                                     | 31.0 (87.8)                                   | 25.8 (78.4)                                   | 21.4 (70.5)                                   | 14.4 (57.9)                                   | 32.8 (91)                                     |
| 平均最高気温 °C （°F）                                       | 0.6 (33.1)                                    | 1.0 (33.8)                                    | 4.6 (40.3)                                    | 10.1 (50.2)                                   | 14.9 (58.8)                                   | 18.0 (64.4)                                   | 21.6 (70.9)                                   | 23.6 (74.5)                                   | 21.5 (70.7)                                   | 16.1 (61)                                     | 9.3 (48.7)                                    | 2.9 (37.2)                                    | 12.0 (53.6)                                   |
| 日平均気温 °C （°F）                                         | −1.8 (28.8)                                   | −1.6 (29.1)                                   | 1.4 (34.5)                                    | 6.1 (43)                                      | 10.7 (51.3)                                   | 14.4 (57.9)                                   | 18.5 (65.3)                                   | 20.6 (69.1)                                   | 18.4 (65.1)                                   | 12.9 (55.2)                                   | 6.4 (43.5)                                    | 0.5 (32.9)                                    | 8.9 (48)                                      |
| 平均最低気温 °C （°F）                                       | −4.0 (24.8)                                   | −4.0 (24.8)                                   | −1.3 (29.7)                                   | 3.0 (37.4)                                    | 7.6 (45.7)                                    | 11.9 (53.4)                                   | 16.4 (61.5)                                   | 18.6 (65.5)                                   | 15.7 (60.3)                                   | 9.8 (49.6)                                    | 3.5 (38.3)                                    | −1.8 (28.8)                                   | 6.3 (43.3)                                    |
| 最低気温記録 °C （°F）                                       | −13.4 (7.9)                                   | −13.4 (7.9)                                   | −9.6 (14.7)                                   | −5.8 (21.6)                                   | 0.0 (32)                                      | 4.6 (40.3)                                    | 8.5 (47.3)                                    | 11.5 (52.7)                                   | 5.9 (42.6)                                    | −2.2 (28)                                     | −7.2 (19)                                     | −12.9 (8.8)                                   | −13.4 (7.9)                                   |
| 降水量 mm （inch）                                           | 53.6 (2.11)                                   | 44.3 (1.744)                                  | 49.9 (1.965)                                  | 70.0 (2.756)                                  | 108.3 (4.264)                                 | 109.1 (4.295)                                 | 159.2 (6.268)                                 | 187.3 (7.374)                                 | 156.6 (6.165)                                 | 101.8 (4.008)                                 | 83.2 (3.276)                                  | 65.8 (2.591)                                  | 1,188.9 (46.807)                              |
| 降雪量 cm （inch）                                           | 49 (19.3)                                     | 45 (17.7)                                     | 27 (10.6)                                     | 4 (1.6)                                       | 0 (0)                                         | 0 (0)                                         | 0 (0)                                         | 0 (0)                                         | 0 (0)                                         | 0 (0)                                         | 5 (2)                                         | 27 (10.6)                                     | 157 (61.8)                                    |
| 平均降水日数 （≥0.5 mm）                                     | 17.4                                          | 14.7                                          | 13.2                                          | 11.1                                          | 11.4                                          | 11.3                                          | 13.1                                          | 12.9                                          | 12.4                                          | 13.2                                          | 16.7                                          | 18.1                                          | 165.4                                         |
| 平均降雪日数                                                 | 28.6                                          | 25.1                                          | 21.4                                          | 6.8                                           | 0.1                                           | 0.0                                           | 0.0                                           | 0.0                                           | 0.0                                           | 1.3                                           | 12.6                                          | 26.8                                          | 122.1                                         |
| % 湿度                                                       | 70                                            | 72                                            | 72                                            | 75                                            | 80                                            | 88                                            | 90                                            | 89                                            | 82                                            | 74                                            | 71                                            | 70                                            | 78                                            |
| 平均月間日照時間                                             | 88.3                                          | 123.6                                         | 183.7                                         | 198.9                                         | 194.9                                         | 155.8                                         | 133.2                                         | 144.9                                         | 166.5                                         | 165.2                                         | 102.7                                         | 71.1                                          | 1,728.1                                       |
| 出典：気象庁（平均値：1991年 - 2020年、極値：1923年 - 現在） |                                               |                                               |                                               |                                               |                                               |                                               |                                               |                                               |                                               |                                               |                                               |                                               |                                               |

| 室蘭地方気象台 1961 - 1990年平均の気候 | 室蘭地方気象台 1961 - 1990年平均の気候 | 室蘭地方気象台 1961 - 1990年平均の気候 | 室蘭地方気象台 1961 - 1990年平均の気候 | 室蘭地方気象台 1961 - 1990年平均の気候 | 室蘭地方気象台 1961 - 1990年平均の気候 | 室蘭地方気象台 1961 - 1990年平均の気候 | 室蘭地方気象台 1961 - 1990年平均の気候 | 室蘭地方気象台 1961 - 1990年平均の気候 | 室蘭地方気象台 1961 - 1990年平均の気候 | 室蘭地方気象台 1961 - 1990年平均の気候 | 室蘭地方気象台 1961 - 1990年平均の気候 | 室蘭地方気象台 1961 - 1990年平均の気候 | 室蘭地方気象台 1961 - 1990年平均の気候 |
| 月                                     | 1月                                    | 2月                                    | 3月                                    | 4月                                    | 5月                                    | 6月                                    | 7月                                    | 8月                                    | 9月                                    | 10月                                   | 11月                                   | 12月                                   | 年                                     |
| -------------------------------------- | -------------------------------------- | -------------------------------------- | -------------------------------------- | -------------------------------------- | -------------------------------------- | -------------------------------------- | -------------------------------------- | -------------------------------------- | -------------------------------------- | -------------------------------------- | -------------------------------------- | -------------------------------------- | -------------------------------------- |
| 平均最高気温 °C （°F）                 | −0.1 (31.8)                            | −0.2 (31.6)                            | 3.1 (37.6)                             | 8.8 (47.8)                             | 14.0 (57.2)                            | 17.2 (63)                              | 20.9 (69.6)                            | 23.4 (74.1)                            | 20.6 (69.1)                            | 15.3 (59.5)                            | 8.6 (47.5)                             | 2.9 (37.2)                             | 11.21 (52.17)                          |
| 日平均気温 °C （°F）                   | −2.3 (27.9)                            | −2.4 (27.7)                            | 0.5 (32.9)                             | 5.4 (41.7)                             | 10.2 (50.4)                            | 13.9 (57)                              | 18.0 (64.4)                            | 20.6 (69.1)                            | 17.7 (63.9)                            | 12.3 (54.1)                            | 5.9 (42.6)                             | 0.5 (32.9)                             | 8.36 (47.05)                           |
| 平均最低気温 °C （°F）                 | −4.6 (23.7)                            | −4.7 (23.5)                            | −1.8 (28.8)                            | 2.7 (36.9)                             | 7.2 (45)                               | 11.4 (52.5)                            | 15.8 (60.4)                            | 18.5 (65.3)                            | 15.2 (59.4)                            | 9.3 (48.7)                             | 3.1 (37.6)                             | −1.9 (28.6)                            | 5.85 (42.53)                           |
| 出典：World Climate Muroran, Japan     |                                        |                                        |                                        |                                        |                                        |                                        |                                        |                                        |                                        |                                        |                                        |                                        |                                        |

### 人口
胆振総合振興局の中では苫小牧市に次ぐ人口になっている。かつては人口18万人以上で、人口密度が北海道内で最も高かったが、基幹産業ともいうべき新日本製鐵（現在の日本製鉄）や日本製鋼所等での大規模な合理化のほか、比較的地価の安い周辺都市である登別市や伊達市への転出、苫小牧市の発展や札幌市への一極集中化などに押されている。住民基本台帳による最大人口は1969年（昭和44年）7月の183,605人であり、以後は人口減少が続いている。1980年（昭和55年）には苫小牧市が室蘭市の人口を上回り、2005年（平成17年）の国勢調査では58年ぶりに人口が10万人を割った。ただし、2015年度（平成27年度）の財政力指数は0.61と比較的健全であるため、「過疎地域」には指定されていない。
| |                                        |  |
| 室蘭市と全国の年齢別人口分布（2005年） | 室蘭市の年齢・男女別人口分布（2005年） |  |
| ■紫色 ― 室蘭市 ■緑色 ― 日本全国 | ■青色 ― 男性 ■赤色 ― 女性              |  |
| 室蘭市（に相当する地域）の人口の推移 \| 1970年（昭和45年） \| 162,059人 \| \| \| 1975年（昭和50年） \| 158,715人 \| \| \| 1980年（昭和55年） \| 150,199人 \| \| \| 1985年（昭和60年） \| 136,208人 \| \| \| 1990年（平成2年） \| 117,855人 \| \| \| 1995年（平成7年） \| 109,766人 \| \| \| 2000年（平成12年） \| 103,278人 \| \| \| 2005年（平成17年） \| 98,372人 \| \| \| 2010年（平成22年） \| 94,531人 \| \| \| 2015年（平成27年） \| 88,564人 \| \| \| 2020年（令和2年） \| 82,383人 \| \| |                                        |  |
| 総務省統計局 国勢調査より |                                        |  |
| 1970年（昭和45年） | 162,059人                              |  |
| 1975年（昭和50年） | 158,715人                              |  |
| 1980年（昭和55年） | 150,199人                              |  |
| 1985年（昭和60年） | 136,208人                              |  |
| 1990年（平成2年） | 117,855人                              |  |
| 1995年（平成7年） | 109,766人                              |  |
| 2000年（平成12年） | 103,278人                              |  |
| 2005年（平成17年） | 98,372人                               |  |
| 2010年（平成22年） | 94,531人                               |  |
| 2015年（平成27年） | 88,564人                               |  |
| 2020年（令和2年） | 82,383人                               |  |

#### 消滅集落
2015年国勢調査によれば、以下の集落は調査時点で人口0人の消滅集落となっている。
- 室蘭市 - 仲町、茶津町

### 隣接する自治体
胆振総合振興局
- 登別市
- 伊達市

## 歴史
「室蘭市のあゆみ」参照

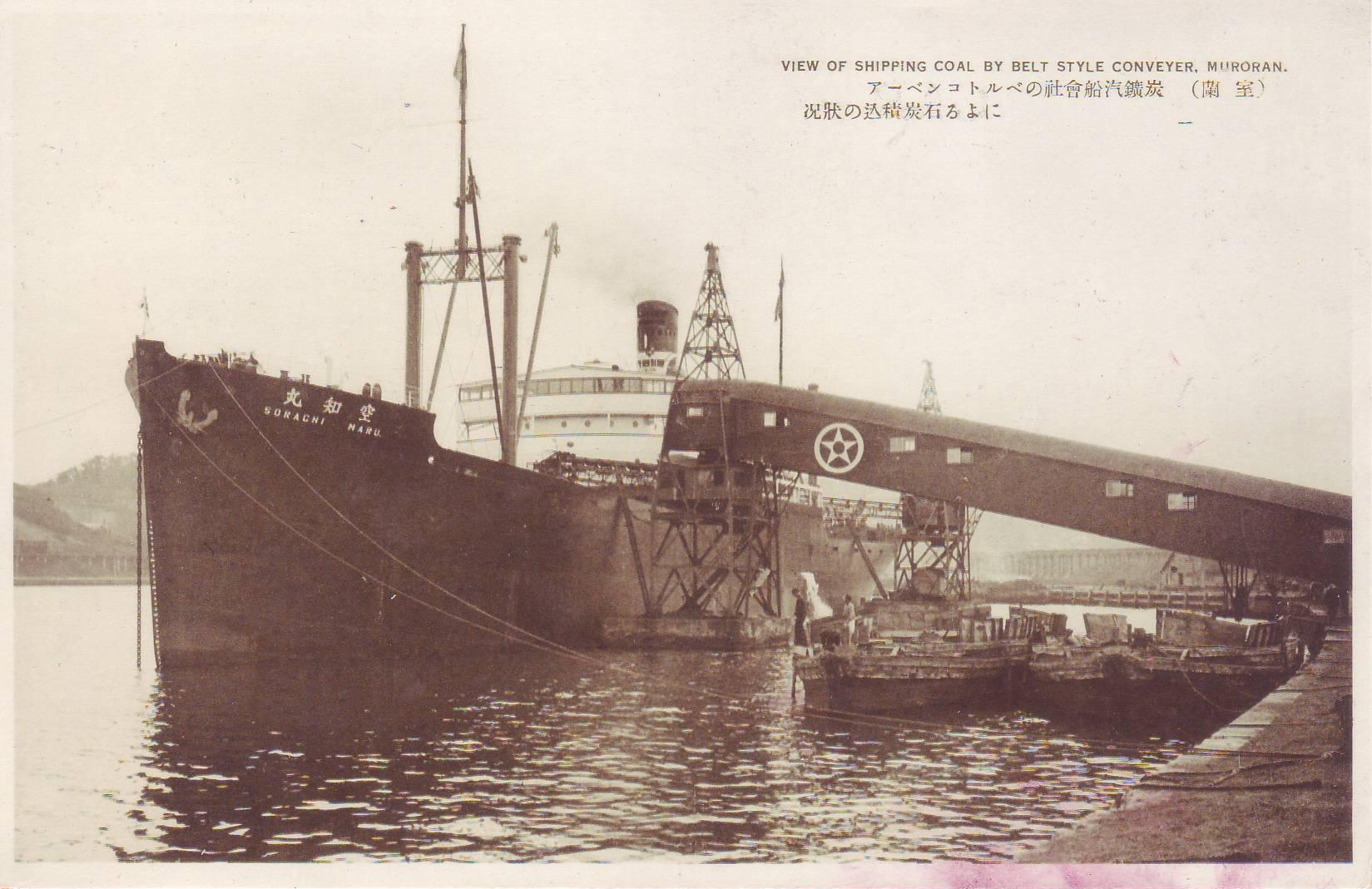
室蘭港で石炭の積み出しをする北海道炭礦汽船『空知丸』の絵葉書

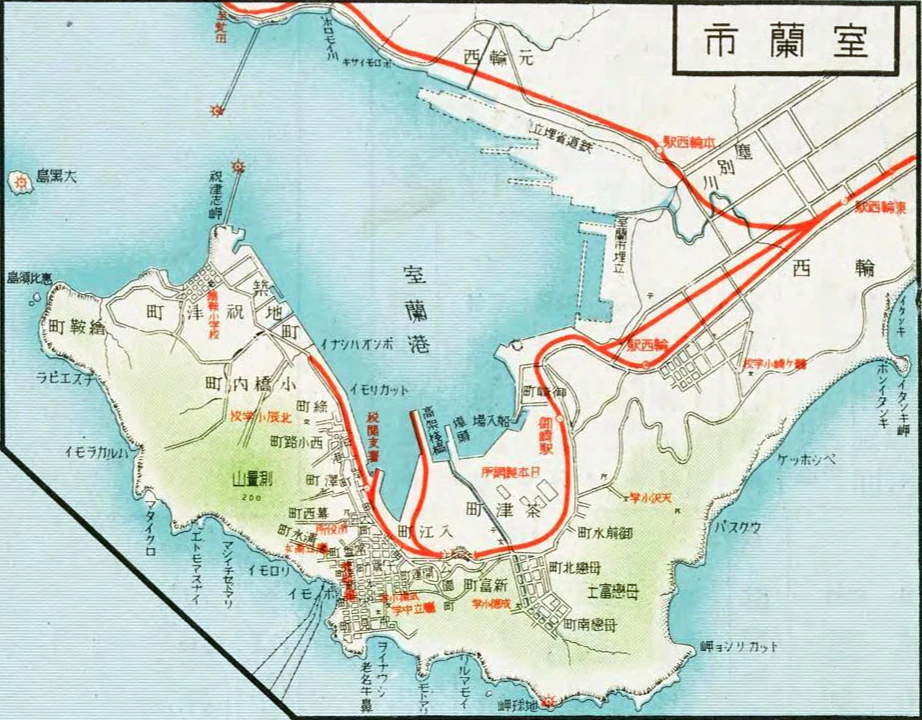
1934年の室蘭港地図

室蘭に和人が住み着いたのは1600年頃の慶長年間にアイヌとの商取引のために松前藩が「エトモ場所」を設置したことによる。松前藩は蝦夷地を数十場所に分割して主な家臣に知行地（支配地）として分け与えた。室蘭地方は総称して「モロラン場所」と呼ばれていた。

### 年表
- 1796年（寛政08年）：イギリス船プロビデンス号（ウィリアム・ロバート・ブロートン船長）が絵鞆に入港。その際、事故死したデンマーク人水兵ハンス・オルソンを大黒島に埋葬[24]。
- 1854年（安政元年）：マシュー・ペリー艦隊が絵鞆に入港し、港内を測量。
- 1856年（安政03年）：南部藩による出張陣屋設置[25]。
- 1869年（明治02年）：国郡制により室蘭郡設置。
- 1870年（明治03年）：旧仙台藩角田領主・石川邦光の重臣・添田竜吉と弟の泉麟太郎を含む44戸51人（男46人、女5人、家族4戸）が角田村より移住[1]。
- 1872年（明治05年）：元室蘭（現在の崎守町）で室蘭海関所業務開始（室蘭港の開港）。元室蘭に診療所開所、翌年に新室蘭（現在の西小路町）へ移転し、室蘭病院（現在の市立室蘭総合病院）と改称。
- 1887年（明治20年）：屯田兵110戸輪西村に移住入植（第1回）。
- 1889年（明治22年）：屯田兵110戸輪西村に移住入植（第2回）。
- 1891年（明治24年）：大黒島灯台点火（1974年消灯）。丸井今井室蘭店開店（1981年に中島町へ移転、2010年閉店）。
- 1892年（明治25年）：北海道炭礦鉄道輪西—岩見沢間（現在の室蘭本線）開通（東室蘭駅の前身となる室蘭駅開設）、石炭積み出し開始。
- 1894年（明治27年）：室蘭港が外国貿易の「特別輸出港」となる。
- 1897年（明治30年）：室蘭駅開設。
- 1900年（明治33年）：室蘭町となる（人口5,461人）。
- 1907年（明治40年）：日本製鋼所創立。室蘭工場（現在の室蘭製作所）着工。
- 1909年（明治42年）：北海道炭礦汽船（北炭）輪西製鐵場（現在の日本製鉄室蘭製鉄所）操業開始。
- 1918年（大正07年）：北海道区制施行し、室蘭区となる。室蘭郡全域が室蘭区となったため区制施行と同時に室蘭郡が消滅。
- 1920年（大正09年）：チキウ岬灯台点灯。
- 1921年（大正10年）：室蘭区教育会図書館（現在の市立室蘭図書館）開館（2021年閉館）。
- 1922年（大正11年）：市制施行し、室蘭市となる（人口52,158人）。室蘭支庁を胆振支庁と改称。
- 1928年（昭和03年）：長輪線（輪西—長万部間）全通。
- 1936年（昭和11年）：市章制定[26]。
- 1936年（昭和11年）：陸軍特別大演習のために北海道を巡幸した昭和天皇が室蘭製作所などに行幸[27]。
- 1939年（昭和14年）：室蘭高等工業学校（現在の室蘭工業大学）設立。
- 1942年（昭和17年）：NHK室蘭放送局開局。
- 1945年（昭和20年）：アメリカ軍による「北海道空襲」と「室蘭艦砲射撃」。
- 1947年（昭和22年）：室蘭港が「貿易港」指定。『復興むろらん港まつり』（むろらん港まつり）初開催。
- 1948年（昭和23年）1月14日-15日：突風により日鉄栗林社宅48戸が倒壊[28]。
- 1949年（昭和24年）：室蘭工業大学発足。
- 1950年（昭和25年）：志賀綜合食料品店（綜合食品のしが）開店（2009年に生活協同組合コープさっぽろと業務提携し[29]、2011年閉店）[30]。
- 1952年（昭和27年）：ホームストア開店（2000年にラルズの傘下となり[31]、2008年に吸収合併）。
- 1953年（昭和28年）：道立室蘭水族館（現在の市立室蘭水族館）開館。
- 1954年（昭和29年）：昭和天皇、香淳皇后の行幸啓[32]。「日鋼室蘭争議」発生。
- 1956年（昭和31年）：日本石油精製室蘭精油所操業開始（2014年に石化工場転換後、2019年に製造停止し、ENEOS室蘭事業所となる）。
- 1960年（昭和35年）：札幌テレビ放送（STV）室蘭送信所開局。室蘭市市民会館開館。
- 1961年（昭和36年）：富士製鉄室蘭製鐵所に当時の日本国内最大となる4号高炉完成。
- 1962年（昭和37年）：中島公園野球場開場。
- 1963年（昭和38年）：室蘭市青少年科学館開館（2021年閉館）。
- 1964年（昭和39年）：室蘭市文化センター開館。
- 1965年（昭和40年）：室蘭港が北海道・東北の港で初の「特定重要港湾」（現在の国際拠点港湾）指定。タンカー「機船ヘイムバード桟橋衝突事件」発生[33]。
- 1967年（昭和42年）：初のフェリー航路となる青森—室蘭間（青蘭航路）就航。
- 1968年（昭和43年）：室蘭市中央卸売市場（現在の室蘭市公設地方卸売市場）開場。北海道テレビ放送（HTB）室蘭送信所開局。
- 1969年（昭和44年）：浜町アーケード完成（2008年解体）。
- 1971年（昭和46年）：「新住宅市街地開発事業」による白鳥台ニュータウン造成工事竣工。
- 1972年（昭和47年）：北海道文化放送（uhb）室蘭送信所開局。室蘭ユースホステルオープン[34]。初の「名誉市民」顕彰[35]。室蘭市の花（ツツジ）・木（ナナカマド）・鳥（ヒガラ）制定[35]。『開港100年・市制施行50年記念式典』挙行、「室蘭市民憲章」制定。日本製鋼所生活協同組合と室蘭中央生活協同組合が合併し、室蘭生活協同組合（後の生活協同組合コープクレア）と改称。（2003年自己破産）[36]。
- 1973年（昭和48年）：「全国新幹線鉄道整備法」に基づく基本計画により、室蘭市が北海道南回り新幹線の経由地となる。
- 1974年（昭和49年）：「大気汚染防止法」政令市に指定[37]。
- 1975年（昭和50年）：日本国内最後となる蒸気機関車旅客車が室蘭—岩見沢間走行。
- 1976年（昭和51年）：静岡県清水市（現在の静岡市）と「姉妹都市」提携。
- 1978年（昭和53年）：長崎屋室蘭中島店（現在のMEGAドン・キホーテ室蘭中島店）オープン。
- 1979年（昭和54年）：『第57回全国高等学校サッカー選手権大会』において室蘭大谷高校（現在の北海道大谷室蘭高等学校）が準優勝。
- 1980年（昭和55年）：室蘭市民俗資料館開館。
- 1981年（昭和56年）：室蘭新道完工[38]。長崎屋室蘭中央店（2012年閉店、現在のスーパーアークス室蘭中央店）、室蘭ファミリーデパート桐屋（現在のイオン室蘭店）オープン。イタンキ浜海水浴場オープン（2018年廃止）。
- 1985年（昭和60年）：白鳥大橋建設工事着工。
- 1987年（昭和62年）：むろらん高原だんパラスキー場（室蘭市だんパラスキー場）オープン。
- 1988年（昭和63年）：入江運動公園陸上競技場開場。測量山ライトアップ開始。
- 1989年（平成元年）：ウインズ室蘭開設（2013年閉鎖）[39][40]。『第44回国民体育大会』（はまなす国体）サッカー競技会開催。
- 1991年（平成03年）：アメリカ合衆国テネシー州ノックスビル市と「国際姉妹都市」提携。道央自動車道（道央道）室蘭IC供用開始[41]。高平町など5つの町の一部を新町名「八丁平」と変更。
- 1993年（平成05年）：テレビ北海道（TVh）室蘭送信所開局。
- 1995年（平成07年）：新潟県上越市と「姉妹都市」提携。
- 1998年（平成10年）：白鳥大橋記念館「みたら」（道の駅みたら室蘭）オープン。白鳥大橋（白鳥新道一期区間）開通。沖縄県平良市（現在の宮古島市）と「交流都市」提携。
- 1999年（平成11年）：旧室蘭駅舎が国の「登録有形文化財」となる[42]。
- 2000年（平成12年）：弥生ショッピングセンターオープン。
- 2001年（平成13年）：輪西複合商業施設「ぷらっと・てついち」オープン。
- 2002年（平成14年）：中華人民共和国山東省日照市と「友好都市」提携。室蘭市の魚（クロソイ）制定。西いぶり広域連合（室蘭市・伊達市・洞爺湖町・豊浦町・壮瞥町）によるゴミ処理開始。
- 2003年（平成15年）：室蘭港浮体式防災施設（防災フロート）完成。
- 2005年（平成17年）：「第18回国勢調査」において58年ぶりに人口が10万人を割り込む。
- 2007年（平成19年）：東室蘭駅自由通路「わたれーる」（歩行者専用道路）開通。MORUE中島オープン。NHK室蘭放送局と道内民放5局（HBC、STV、HTB、uhb、TVh）の室蘭局が地上デジタル放送開始し、NHK函館放送局渡島デジタル中継局も開局。
- 2008年（平成20年）：伊達信用金庫と室蘭商工信用組合が合併。北海道PCB（ポリ塩化ビフェニル）廃棄物処理施設操業開始。室蘭まちづくり放送（愛称：FMびゅ～）開局。室蘭市民美術館開館。青森—室蘭間フェリー航路が廃止され、室蘭港発着のフェリー航路が一時消滅した。
- 2009年（平成21年）：むろらん広域センタービル竣工[43]。輪西商店街が中小企業庁による「新・がんばる商店街77選」選定[44]。
- 2012年（平成24年）：『全国工場夜景サミットinむろらん』開催[45]。発達した低気圧による暴風雪で送電線の鉄塔が倒れ、室蘭管内の広範囲で大規模な停電が発生[46][47]。
- 2013年（平成25年）：追直漁港沖合人工島（Mランド）供用開始[48]。
- 2018年（平成30年）：宮古—室蘭間フェリー航路就航（2020年に宮古航路休止し、八戸—室蘭航路となる。2022年に八戸航路休止）[49][50]。室蘭市生涯学習センター「きらん」開設。
- 2021年（令和03年）：室蘭市環境科学館・室蘭市図書館（えみらん）開館。
- 2022年（令和04年）：入江運動公園総合体育館開館。
- 2023年（令和05年）5月13日：市内に初めてヒグマ注意報が発出（注意報等の制度は前年より北海道庁が始めたもの）。同年6月12日に解除[51]。

## 町名
- 室蘭市では、1922年（大正11年）4月1日に調査未了の輪西村、元室蘭村、千舞鼈村の大字を除いて字名改正がなされた（北海道は大字の後ろに村が付く）。
- また、1929年（昭和4年）10月16日に上記の三大字が字名改正によって廃止された。

### 1922年の字名改正
| 実施後   | 実施前の大字 | 実施前の小字                                                       | 備考                                       |
| -------- | ------------ | ------------------------------------------------------------------ | ------------------------------------------ |
| 絵鞆町   | 大字絵鞆村   | 字エトモ                                                           | 従来の通り                                 |
| 祝津町   | 大字絵鞆村   | 字シクツシ、ポンシクツシ                                           | 同上                                       |
| 築地町   | 大字絵鞆村   | 字オハシナイ、ポンオハシナイ、地先                                 | 埋立地                                     |
| 小橋内町 | 大字絵鞆村   | 字オハシナイ、マシチセ、ポンオハシナイ、ハルカラモイ、ポンシレツト | 従来の通り                                 |
| 海岸町   | 大字海岸町   |                                                                    | 大字札幌通字トツカリモイの一部を含む       |
| 入江町   | 大字海岸町   |                                                                    |                                            |
| 緑町     | 大字札幌通   | 字トツカリサワ、トツカリモイ、山ノ上、ヲシクネ                     |                                            |
| 港町     | 大字札幌通   |                                                                    |                                            |
| 泉町     | 大字札幌通   |                                                                    |                                            |
| 大町     | 大字札幌通   |                                                                    |                                            |
| 公園町   | 大字札幌通   | 字蛸沼                                                             |                                            |
| 茶津町   | 大字札幌通   | 字チヤツサキ、ポコイ、チヤツ                                       |                                            |
| 新富町   | 大字札幌通   | 字リロマモイ、ポコイ、ポトフリナイ、チヤラツナイ                   |                                            |
| 母恋南町 | 大字札幌通   | 字ポコイ、ポンツクイ、トツカリシユ、ポロツクイ                     |                                            |
| 母恋北町 | 大字札幌通   | 字ポコイ                                                           |                                            |
| 御前水町 | 大字札幌通   | 字エトツケレップ、三橋、ポコイ                                     |                                            |
| 御崎町   | 大字札幌通   |                                                                    | 埋立地を含む                               |
| 西小路町 | 大字西小路町 |                                                                    | 従来の通り                                 |
| 沢町     | 大字沢町     |                                                                    | 同                                         |
| 幕西町   | 大字幕西町   |                                                                    | 一部泉町に編入                             |
| 常盤町   | 大字常盤町   |                                                                    | 常盤町、本町、大字札幌通の一部を含む       |
| 清水町   | 大字常盤町   |                                                                    | 常盤町奥税務署より奥地一帯                 |
| 浜町     | 大字浜町     |                                                                    | 浜町、千歳町、大字札幌通の一部を含む       |
| 千歳町   | 大字千歳町   |                                                                    | 千歳町、浜町、大字札幌通、本町の一部を含む |
| 幸町     | 大字本町     |                                                                    |                                            |
| 本町     | 大字本町     |                                                                    |                                            |
| 栄町     | 大字本町     |                                                                    |                                            |
| 舟見町   | 大字本町     | 字オイナヲシ、モトマリ、リロマモイ                                 |                                            |
| 開運町   | 大字本町     | 字蛸沼、オイナヲシ                                                 |                                            |

### 1929年の字名改正
| 実施後   | 実施前の大字 | 実施前の小字 | 備考 |
| -------- | ------------ | --- | ---- |
| 輪西町   | 大字輪西村   | 字瑞ノ江、霞台、大沢、エトツケレップ、チリベツ、札幌通、ベシボッケ、元町、三橋、柏木、イタンキ                                       |      |
| 東町     | 大字輪西村   | 字イタンキ、アルトル、ワシベツハマ、札幌通                                                                                           |      |
| 仲町     | 大字輪西村   | 字チリベツ、ワニシ |      |
| 中島町   | 大字輪西村   | 字チリベツ、札幌通 |      |
| 高砂町   | 大字輪西村   | 字札幌通、峰通、ワシベツ、チリベツ、サツテキ、ヲクワシベツ、サツテキワシベツ                                                         |      |
| 知利別町 | 大字輪西村   | 字チリベツ、熊谷、八丁平、天神山、奥ワシベツ                                                                                         |      |
| 高平町   | 大字輪西村   | 字牛太郎坂、麻園、チリベツ、八丁平、コイカクシ、コイカクシワニシ、ホロワニシ、ヤマコシナイ                                           |      |
| 本輪西町 | 大字輪西村   | 字ホロワニシ、ホンワニシ、ホンナイ、ヤムクシナイ、コイカクシワニシ、ワニシ、石炭沢、ヲクワニシ、カミシロコタン、ワニシ沢             |      |
| 幌萌町   | 大字輪西村   | 字ホンナイ、ホロモイ、本ワニシ、ヲクワニシ、ホロワニシ、ペケレオタ、ワニシ沢、ワニシ沢奥                                             |      |
| 水元町   | 大字輪西村   | 字川添、奥ワシベツ、天神山、八丁平、本ワニシ、オクワニシ、ワシベツ                                                                   |      |
| 神代町   | 大字輪西村   | 字八丁平、コイカクシ、ヤムクシナイ、カミシロコタン、石炭沢、ワニシ奥、ホンワニシ、ワニシ沢、奥ワニシ、ワニシ沢奥、ホロワニシ、天神山 |      |
| 陣屋町   | 大字輪西村   | 字ベキリウタ、ペケレオタ、ホロモイ、ベキリウタ奥、ポロベキリウタ、ポンベキリウタ、沢奥                                               |      |
| 崎守町   | 大字元室蘭村 | 字モロラン、トコタンバ、モイ、キモンタイ、ペケレオタ、ポンペケレオタ、東沢、沢奥、オホナイ、ヘンベキリウタ、ベキリウタ               |      |
| 香川町   | 大字元室蘭村 | 字キモンタイ、ベキリウタ、ペケレオタ、ピンニオシコツ、カミシロコタン、                                                               |      |
| 香川町   | 大字千舞鼈村 | 字ベトトル、ポンベトトル、キモンタイ                                                                                                 |      |
| 石川町   | 大字千舞鼈村 | 字ベトトル、奥千舞鼈、干潟泊、コンプリカイ、幡守山、ヒカタ、ポンヘトトル                                                             |      |

### 新住居表示
- また、町名地番整理を行った新住居表示[注釈 1]が1963年(昭和38年)5月1日から第一次～第五次に分けて行われた。

| 実施後                     | 実施日        | 実施前(丁目付与のみは記述無し)       |
| -------------------------- | ------------- | ------------------------------------ |
| 知利別町1～4丁目           | 1963年5月1日  | 知利別町                             |
| 中島町1～4丁目             | 1963年5月1日  | 中島町、高平町                       |
| 宮の森町1～4丁目           | 1963年5月1日  | 中島町                               |
| 東町1～5丁目               | 1963年5月1日  | 東町、輪西町の一部                   |
| 寿町1～3丁目               | 1963年5月1日  | 東町                                 |
| 輪西町1～3丁目             | 1964年5月1日  | 輪西町                               |
| みゆき町1～3丁目           | 1964年5月1日  | 輪西町                               |
| 大沢町1～2丁目             | 1964年5月1日  | 輪西町                               |
| 仲町                       | 1964年5月1日  | 輪西町の埋立地(昭和12、3年頃)        |
| 日の出町1～3丁目           | 1964年5月1日  | 東町                                 |
| 御崎町1～2丁目             | 1965年5月1日  | 御崎町の大部分、茶津町               |
| 御前水町1～3丁目           | 1965年5月1日  | 御前水町、御崎町、母恋北町、母恋南町 |
| 母恋北町1～3丁目           | 1965年5月1日  | 母恋北町、新富町、母恋南町           |
| 母恋南町1～5丁目           | 1965年5月1日  | 母恋南町、母恋北町、御前水町         |
| 新富町1～2丁目             | 1965年5月1日  | 新富町、母恋北町                     |
| 茶津町                     | 1965年5月1日  | 茶津町、御崎町                       |
| 山手町1～3丁目             | 1966年7月1日  |                                      |
| 栄町1～2丁目               | 1966年7月1日  |                                      |
| 幸町                       | 1966年7月1日  |                                      |
| 中央町1～3丁目             | 1966年7月1日  | 大町、浜町、千歳町                   |
| 幕西町                     | 1966年7月1日  |                                      |
| 海岸町1～3丁目             | 1966年7月1日  | 海岸町、港町                         |
| 西小路町                   | 1966年7月1日  |                                      |
| 築地町                     | 1966年7月1日  |                                      |
| 港南町1～2丁目             | 1966年7月1日  |                                      |
| 祝津町1～3丁目の一部       | 1966年7月1日  |                                      |
| 舟見町1～3丁目             | 1966年7月1日  |                                      |
| 本町1～3丁目               | 1966年7月1日  |                                      |
| 入江町                     | 1966年7月1日  |                                      |
| 常盤町                     | 1966年7月1日  |                                      |
| 清水町1～2丁目             | 1966年7月1日  |                                      |
| 沢町                       | 1966年7月1日  |                                      |
| 緑町                       | 1966年7月1日  |                                      |
| 小橋内町1～2丁目の一部     | 1966年7月1日  |                                      |
| 増市町1～2丁目             | 1966年7月1日  |                                      |
| 絵鞆町                     | 1966年7月1日  |                                      |
| 高砂町1～5丁目             | 1967年7月1日  |                                      |
| 水元町                     | 1967年7月1日  |                                      |
| 高平町                     | 1967年7月1日  |                                      |
| 天神町                     | 1967年7月1日  |                                      |
| 中島本町1～4丁目           | 1967年7月1日  | 中島町、高平町、知利別町             |
| 港北町1～5丁目             | 1967年7月1日  | 本輪西町、高平町                     |
| 本輪西町1～5丁目、本輪西町 | 1967年7月1日  |                                      |
| 柏木町                     | 1967年7月1日  |                                      |
| 神代町                     | 1967年7月1日  |                                      |
| 幌萌町                     | 1967年7月1日  |                                      |
| 白鳥台1～5丁目             | 1967年        | 崎守町、石川町の各一部より分立       |
| 絵鞆町1～3丁目             | 1974年8月1日  | 絵鞆町、祝津町3丁目                  |
| 陣屋町1～5丁目             | 1978年11月1日 |                                      |
| 絵鞆町4丁目                | 1980年        |                                      |
| 祝津町4丁目                | 1980年        |                                      |
| 本輪西町5丁目（再度）      | 1981年5月     |                                      |
| 八丁平1～5丁目             | 1991年11月1日 |                                      |
| 中央町4丁目                | 2008年3月1日  | 入江町の一部                         |

- 香川町、崎守町、石川町は今日まで住居表示が実施されていない。

## 政治

### 行政

#### 役所
- 室蘭市役所
  - 広域センタービル庁舎
  - 蘭東支所【えきがるセンター】（東室蘭駅直結）

#### 市長
歴代市長
|      | 氏名       | 期間                           | 任期  |
| ---- | ---------- | ------------------------------ | ----- |
| 初代 | 中村俊清   | 1922年12月9日 - 1929年3月10日  | 2期   |
| 2代  | 福岡幸吉   | 1929年5月27日 - 1929年9月14日  | 1期   |
| 3代  | 松尾豊次   | 1929年12月1日 - 1935年2月25日  | 2期   |
| 4代  | 福岡幸吉   | 1935年3月4日 - 1937年11月6日   | 2期   |
| 5代  | 土居通次   | 1938年2月13日 - 1945年2月18日  | 2期   |
| 6代  | 松尾孝之   | 1945年11月24日 - 1946年5月22日 | 1期   |
| 7代  | 熊谷綾雄   | 1946年9月6日 - 1963年4月30日   | 5期   |
| 8代  | 高薄豊次郎 | 1963年5月1日 - 1971年4月30日   | 2期   |
| 9代  | 長谷川正治 | 1971年5月1日 - 1979年4月30日   | 2期   |
| 10代 | 岩田弘志   | 1979年5月1日 - 1995年4月30日   | 4期   |
| 11代 | 新宮正志   | 1995年5月1日 - 2011年4月30日   | 4期   |
| 12代 | 青山剛     | 2011年5月1日 -                 | 4期目 |

#### 市民憲章・宣言
室蘭市民憲章
都市宣言
- スポーツ都市宣言（昭和57年10月10日制定）
- 室蘭市いきいき明るい福祉都市宣言（平成6年3月31日制定）
- 平和都市宣言（平成11年2月26日制定）
- 「ものづくりのマチ」宣言（平成14年7月26日制定）
- 安全安心都市宣言（平成19年10月9日制定）

### 議会

#### 市議会
- 定数21人
- 本会議
  - 定例会（2月、6月、9月、12月）
- 臨時会
- 委員会
  - 常任委員会
  - 議会運営委員会
  - 特別委員会

#### 道議会
- 室蘭市選挙区
- 定数：2名
- 任期：2023年（令和5年）5月13日 - 2027年（令和9年）5月12日

| 議員名   | 会派名           | 備考             |
| -------- | ---------------- | ---------------- |
| 千葉英也 | 自民党・道民会議 |                  |
| 滝口信喜 | 北海道結志会     | 所属党派は無所属 |

#### 衆議院
- 任期 ： 2021年（令和3年）10月31日 - 2025年（令和7年）10月30日（「第49回衆議院議員総選挙」参照）

| 選挙区                                                                              | 議員名   | 党派名     | 当選回数 | 備考     |
| ----------------------------------------------------------------------------------- | -------- | ---------- | -------- | -------- |
| 北海道第9区（室蘭市、苫小牧市、登別市、伊達市、胆振総合振興局管内、日高振興局管内） | 山岡達丸 | 立憲民主党 | 3        | 選挙区   |
| 北海道第9区（室蘭市、苫小牧市、登別市、伊達市、胆振総合振興局管内、日高振興局管内） | 堀井学   | 自由民主党 | 4        | 比例復活 |

## 国家機関

### 官公庁
- 法務省
  - 札幌法務局室蘭支局
  - 札幌刑務所室蘭拘置支所
  - 札幌保護観察所室蘭駐在官事務所
  - 札幌地方検察庁室蘭支部
  - 室蘭区検察庁・伊達区検察庁
- 財務省
  - 函館税関室蘭税関支署
  - 国税庁札幌国税局室蘭税務署
- 厚生労働省
  - 北海道労働局室蘭労働基準監督署
  - 北海道労働局室蘭公共職業安定所（ハローワーク室蘭、ハローワーク・プラザ中島）
  - 小樽検疫所室蘭出張所
- 農林水産省
  - 林野庁北海道森林管理局後志森林管理署室蘭治山事業所
- 国土交通省
  - 北海道開発局室蘭開発建設部
    - 室蘭港湾事務所

  - 北海道運輸局室蘭運輸支局
  - 気象庁札幌管区気象台室蘭地方気象台
  - 海上保安庁第一管区海上保安本部室蘭海上保安部
- 防衛省
  - 自衛隊札幌地方協力本部室蘭地域事務所

### 裁判所
- 札幌地方裁判所室蘭支部
- 札幌家庭裁判所室蘭支部
- 室蘭簡易裁判所
- 室蘭検察審査会

### 独立行政法人・特殊法人等
- 独立行政法人
  - 自動車技術総合機構北海道検査部室蘭事務所
- 地方独立行政法人
  - 北海道立総合研究機構水産研究本部栽培水産試験場
- 特殊法人
  - 日本放送協会室蘭放送局
  - 日本政策金融公庫室蘭支店
  - 日本年金機構室蘭年金事務所
  - 東日本高速道路北海道支社室蘭管理事務所
  - 中間貯蔵・環境安全事業北海道事業所
    - 北海道PCB廃棄物処理施設
    - PCB処理情報センター
- 認可法人
  - 軽自動車検査協会室蘭事務所

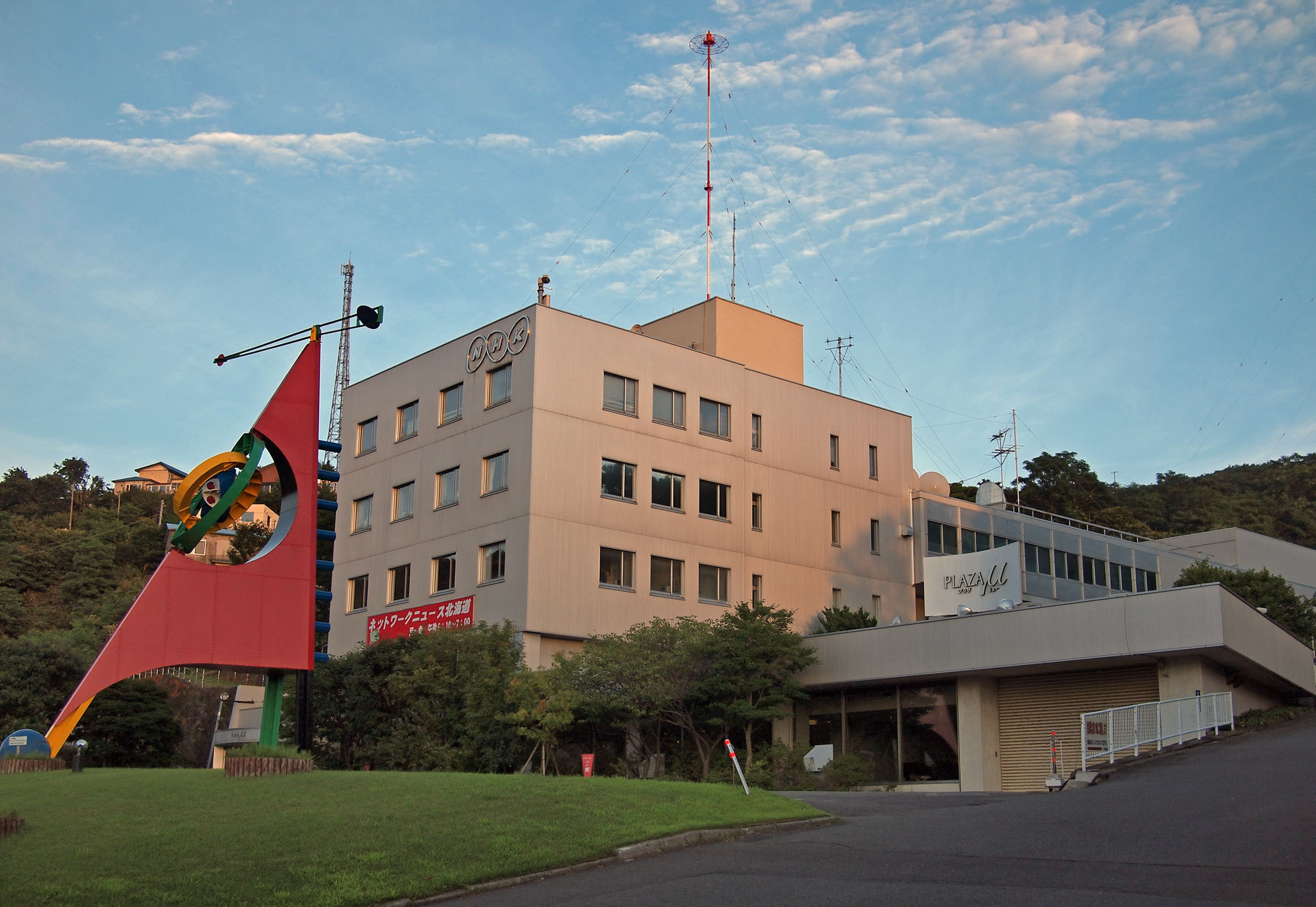
NHK室蘭放送局（2010年8月）

### 道の機関
- 胆振総合振興局
  - 北海道教育庁胆振教育局
  - 北海道室蘭保健所
  - 室蘭建設管理部
  - 胆振海区漁業調整委員会
- 北海道室蘭児童相談所
- 北海道立室蘭高等技術専門学院

## 施設

### 警察
- 北海道札幌方面室蘭警察署
  - 室蘭駅前交番、母恋交番、輪西交番、東町交番、高砂交番、中島交番、本輪西交番、白鳥台交番、祝津警備派出所、知利別連絡所

### 消防
本部
- 室蘭市消防本部

消防署
- 室蘭市消防署
  - 入江支署、蘭北支署、高砂出張所

### 医療
主な病院

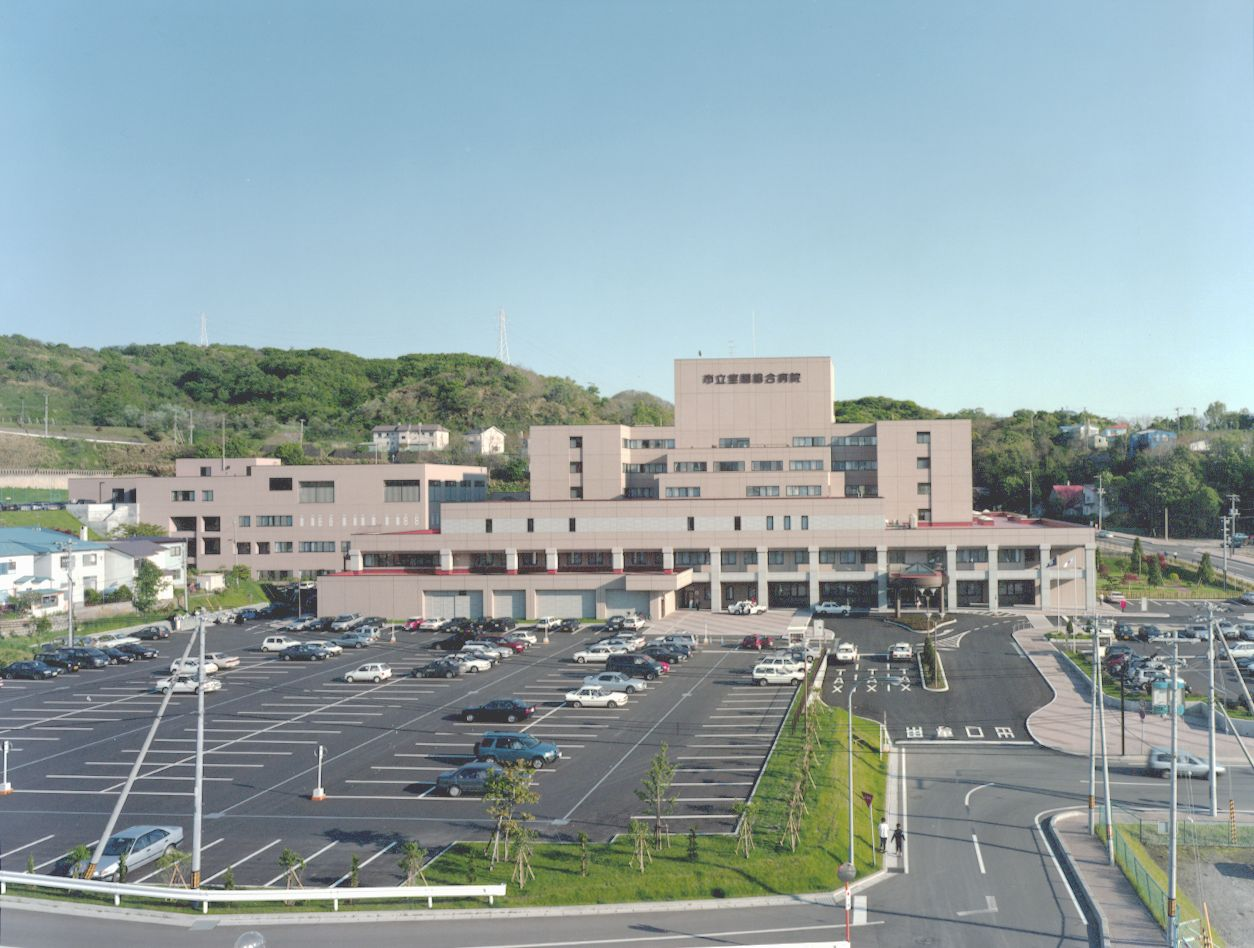
市立室蘭総合病院
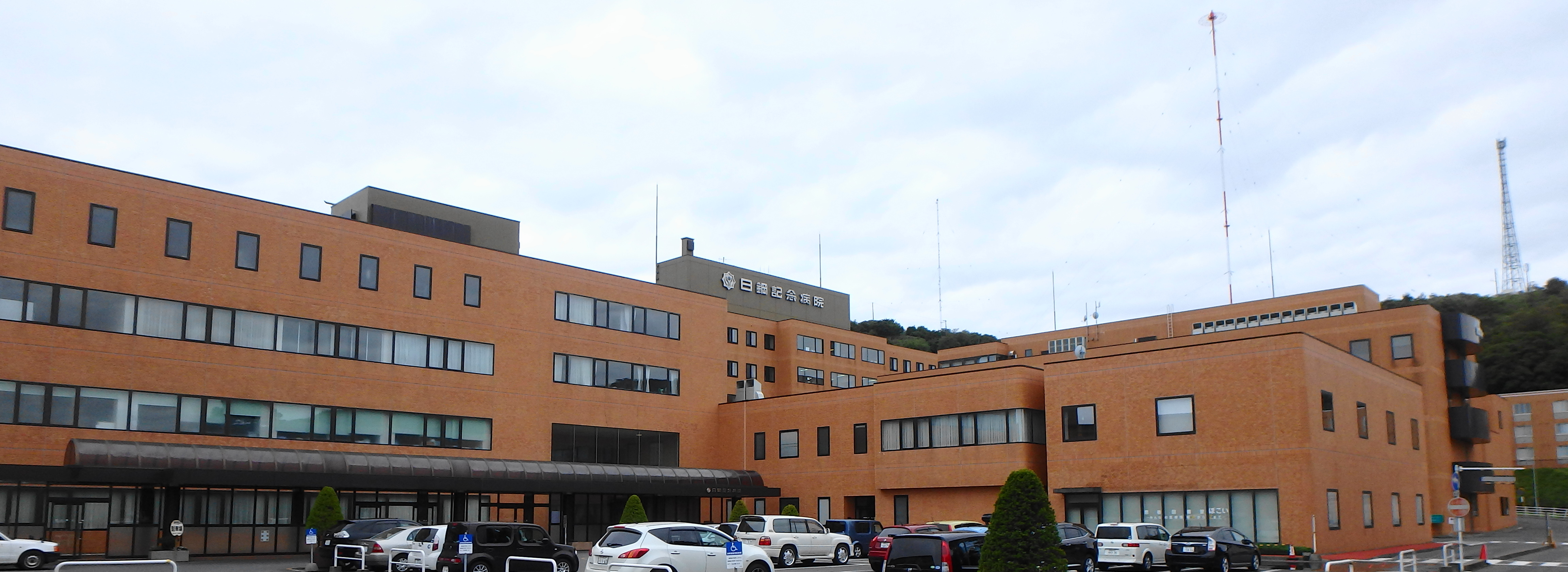
日鋼記念病院（2015年9月）
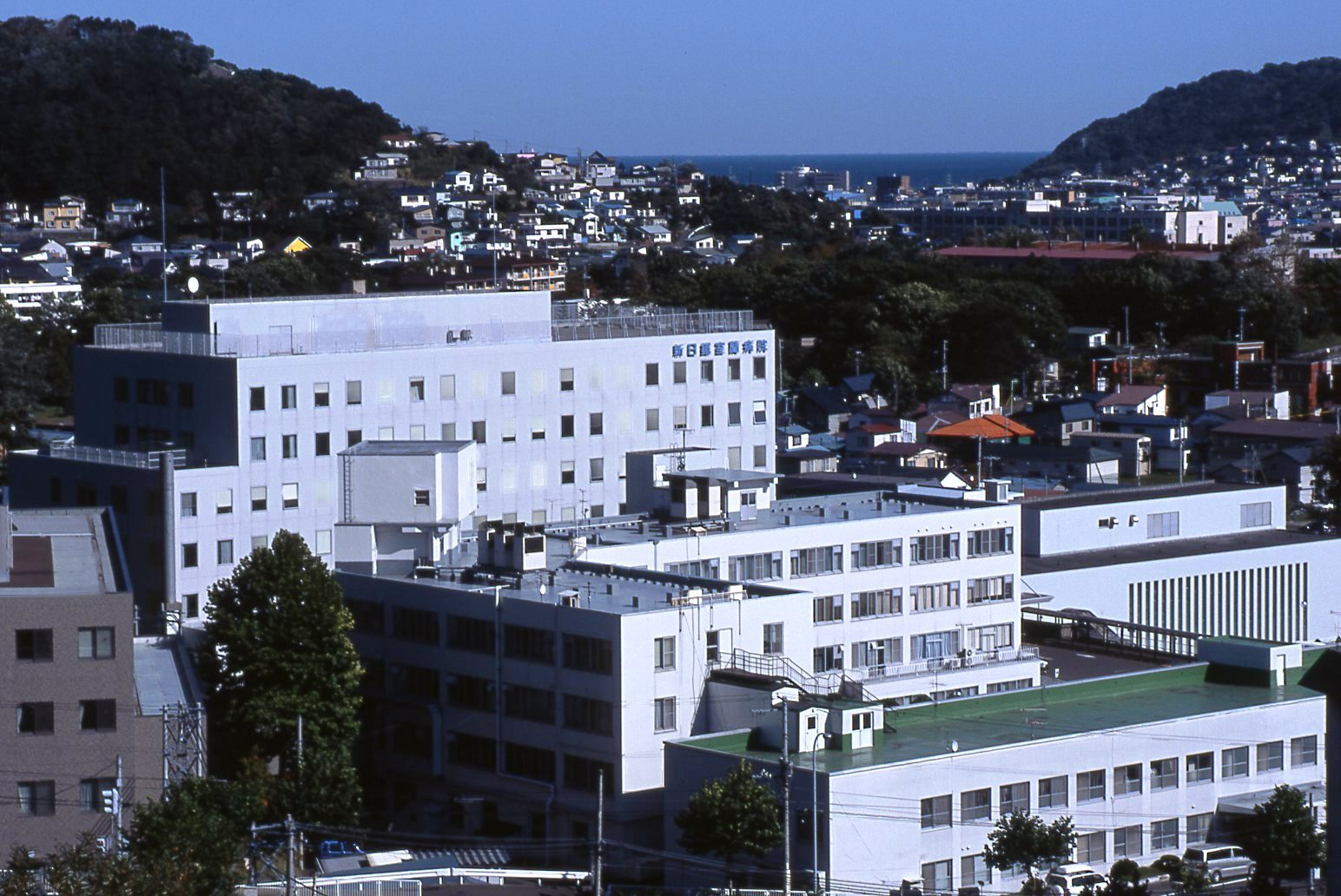
製鉄記念室蘭病院（2010年8月）

- 日鋼記念病院
- 製鉄記念室蘭病院
- 大川原脳神経外科病院
- 上田病院
- 室蘭太平洋病院
- 三村病院

- 市立室蘭総合病院
- 日鋼記念病院（2015年9月）
- 製鉄記念室蘭病院（2010年8月）

### 郵便局
- 東室蘭郵便局（集配局）：輪西・東・中島・高砂・本輪西・白鳥台地区
- 室蘭郵便局（集配局）：港南・中央・母恋・御崎地区

- 母恋駅前郵便局
- 室蘭海岸郵便局
- 室蘭工業大学前郵便局
- 室蘭港北郵便局
- 室蘭御前水郵便局
- 室蘭幸町郵便局
- 室蘭栄町郵便局
- 室蘭祝津郵便局
- 室蘭高砂郵便局
- 室蘭知利別郵便局
- 室蘭築地郵便局
- 室蘭中島南郵便局
- 室蘭中島郵便局
- 室蘭白鳥台郵便局
- 室蘭東町郵便局
- 室蘭母恋郵便局
- 室蘭輪西南郵便局
- 本輪西郵便局
- 輪西郵便局
- 室蘭港南簡易郵便局

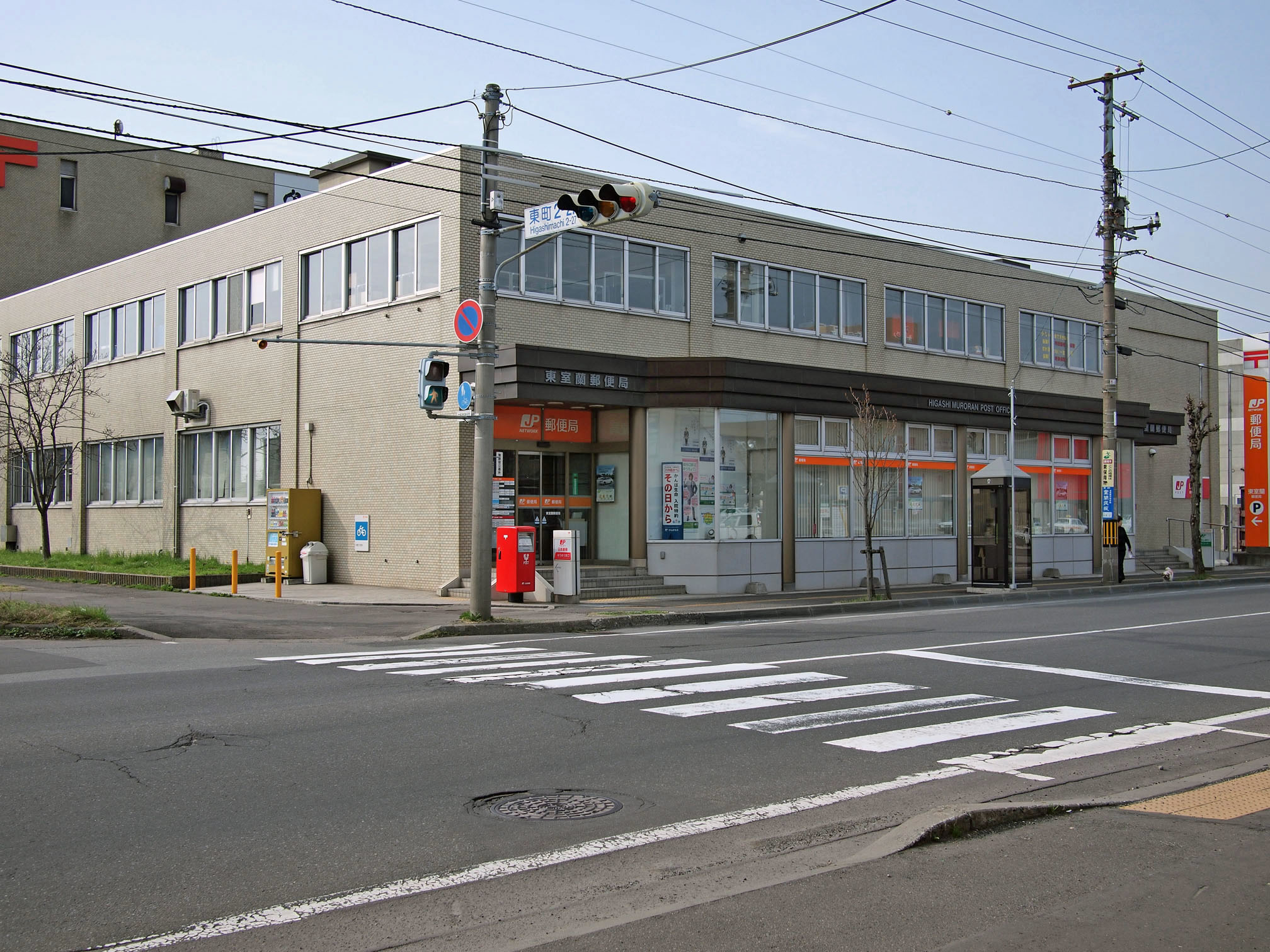
東室蘭郵便局（2010年5月）
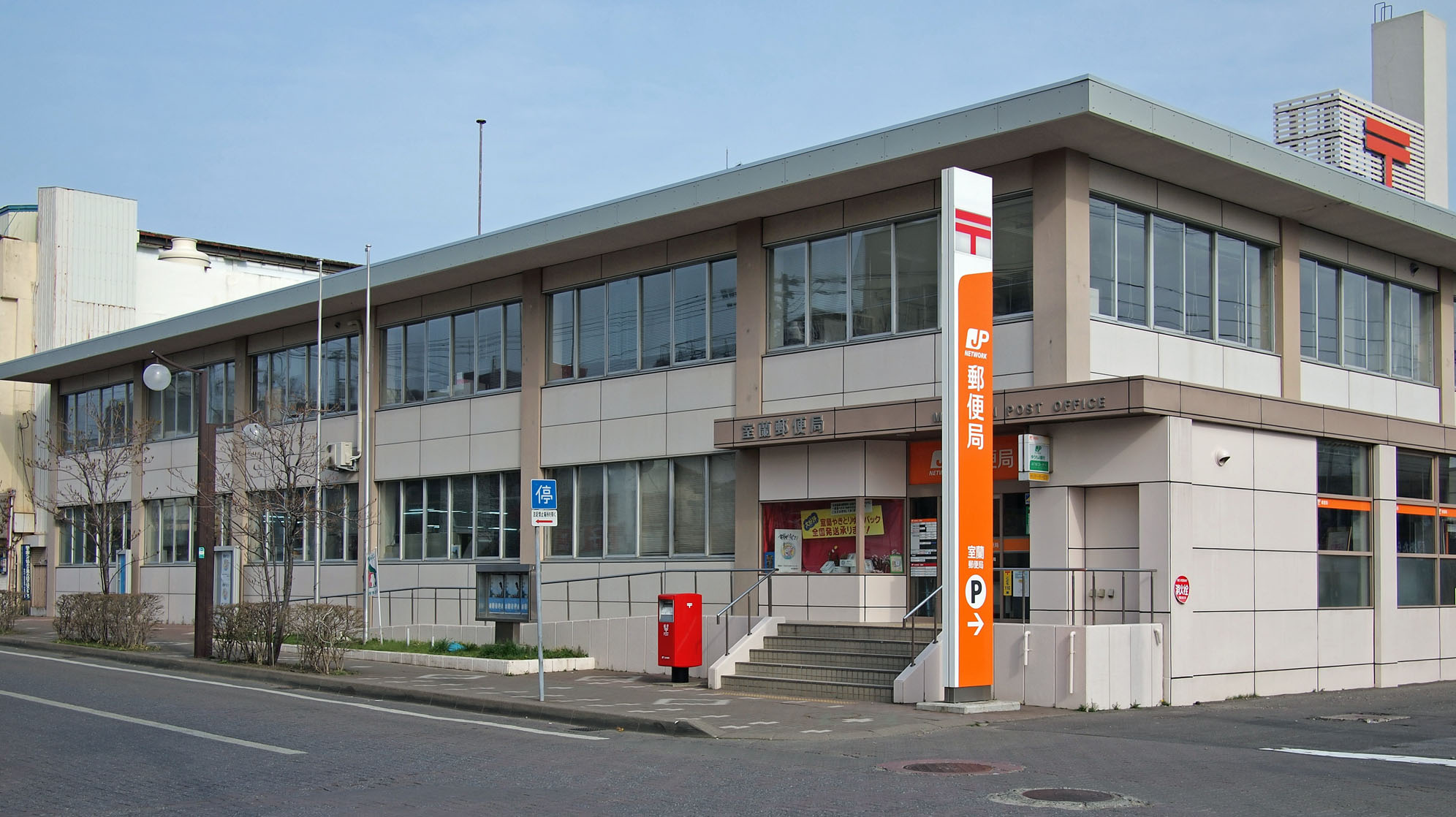
室蘭郵便局（2010年5月）

### 公共施設
- 市立室蘭水族館
- 港の文学館
- 室蘭市文化センター（室ガス文化センター）[53]
- 室蘭市民美術館[54]
- DENZAI環境科学館・室蘭市図書館
  - 室蘭市環境科学館（DENZAI環境科学館）
  - 室蘭市図書館
- 室蘭市市民会館[55]
- 室蘭市公設地方卸売市場
- 室蘭テクノセンター[56]
- 胆振地方男女平等参画センター[57]
- 室蘭市中小企業センター[58]
- 室蘭市保健センター
- 室蘭市子育て世代包括支援センター「ここらん」
- 室蘭市生涯学習センター（FKホールディングス 生涯学習センター）「きらん」[59]
- 室蘭市市民活動センター[60]
- 室蘭市神代火葬場
- 望洋台霊園
- 室蘭市民俗資料館（とんてん館）
- 西胆振地域廃棄物広域処理施設（メルトタワー21）[61]
- 西いぶり広域連合リサイクルプラザ[61]

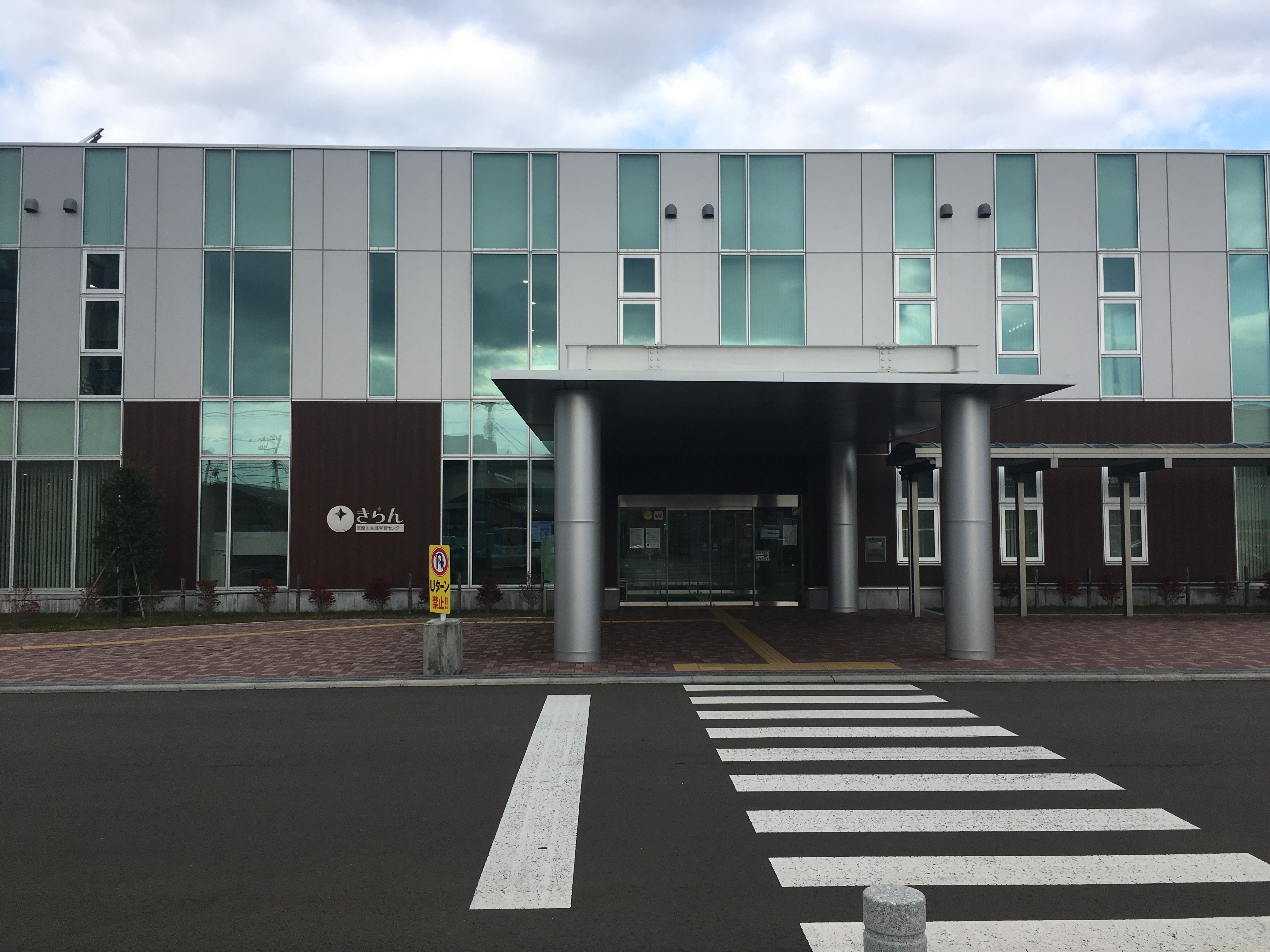
FKホールディングス 生涯学習センター「きらん」（2020年11月）

### 運動施設
- 室蘭市B&G海洋センター[62]
- 白鳥大橋パークゴルフ場[63]
- 入江運動公園
  - 入江運動公園総合体育館（㊆栗林商会アリーナ）
  - 入江運動公園陸上競技場
  - 入江運動公園温水プール
- 室蘭市武揚体育館[64]
- 室蘭市高砂テニスコート
- 中島公園野球場
- 室蘭市弓道場
- 室蘭市中島スポーツセンター（新和産業アイスアリーナ室蘭）
- 室蘭岳山麓総合公園（だんパラ公園）
  - 宿泊研修施設（サンパワー380）
- 室蘭市だんパラスキー場
- 室蘭市サンライフ
- 西いぶり広域連合げんき館ペトトル[61]

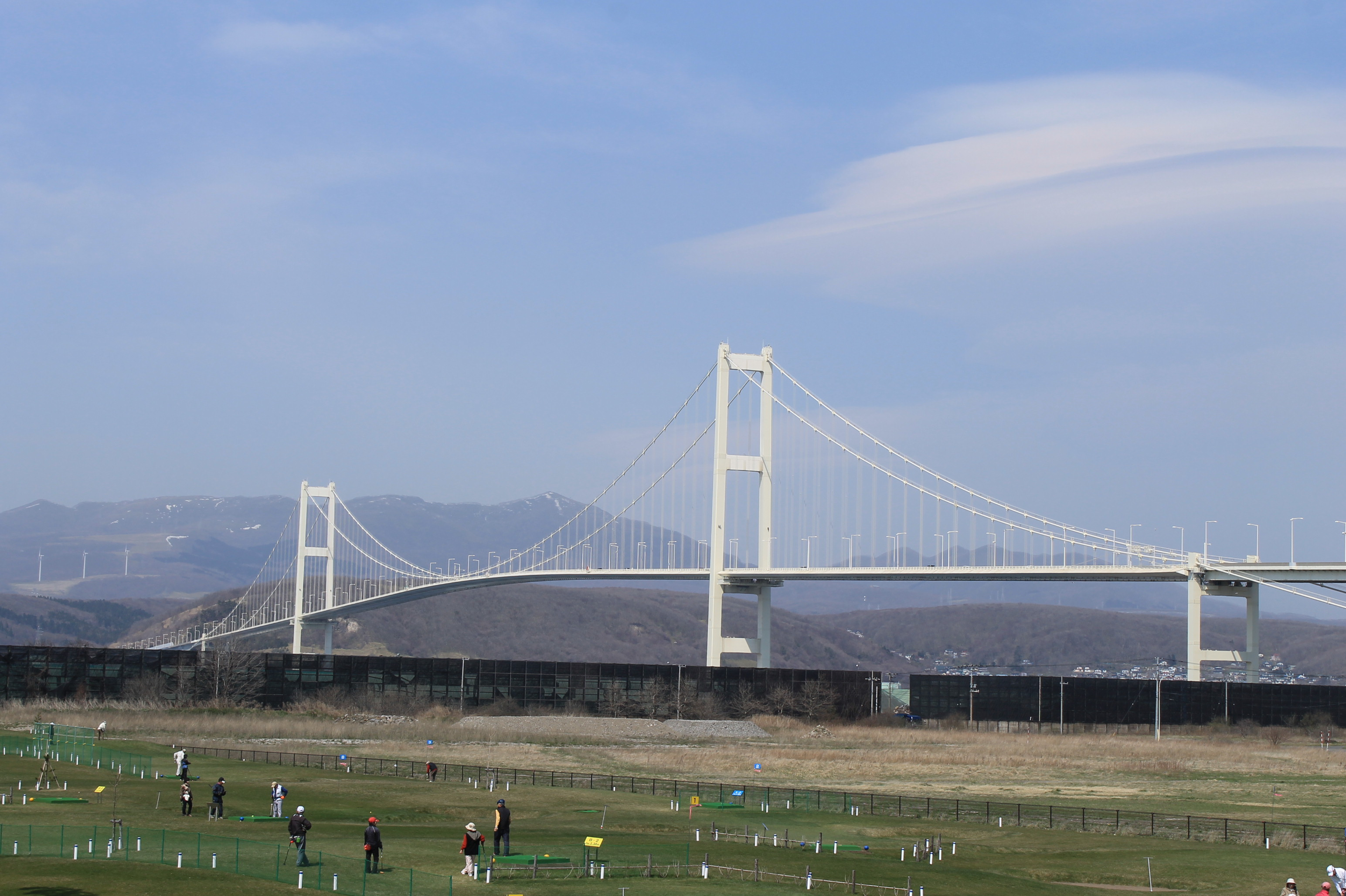
白鳥大橋パークゴルフ場と白鳥大橋（2015年4月）
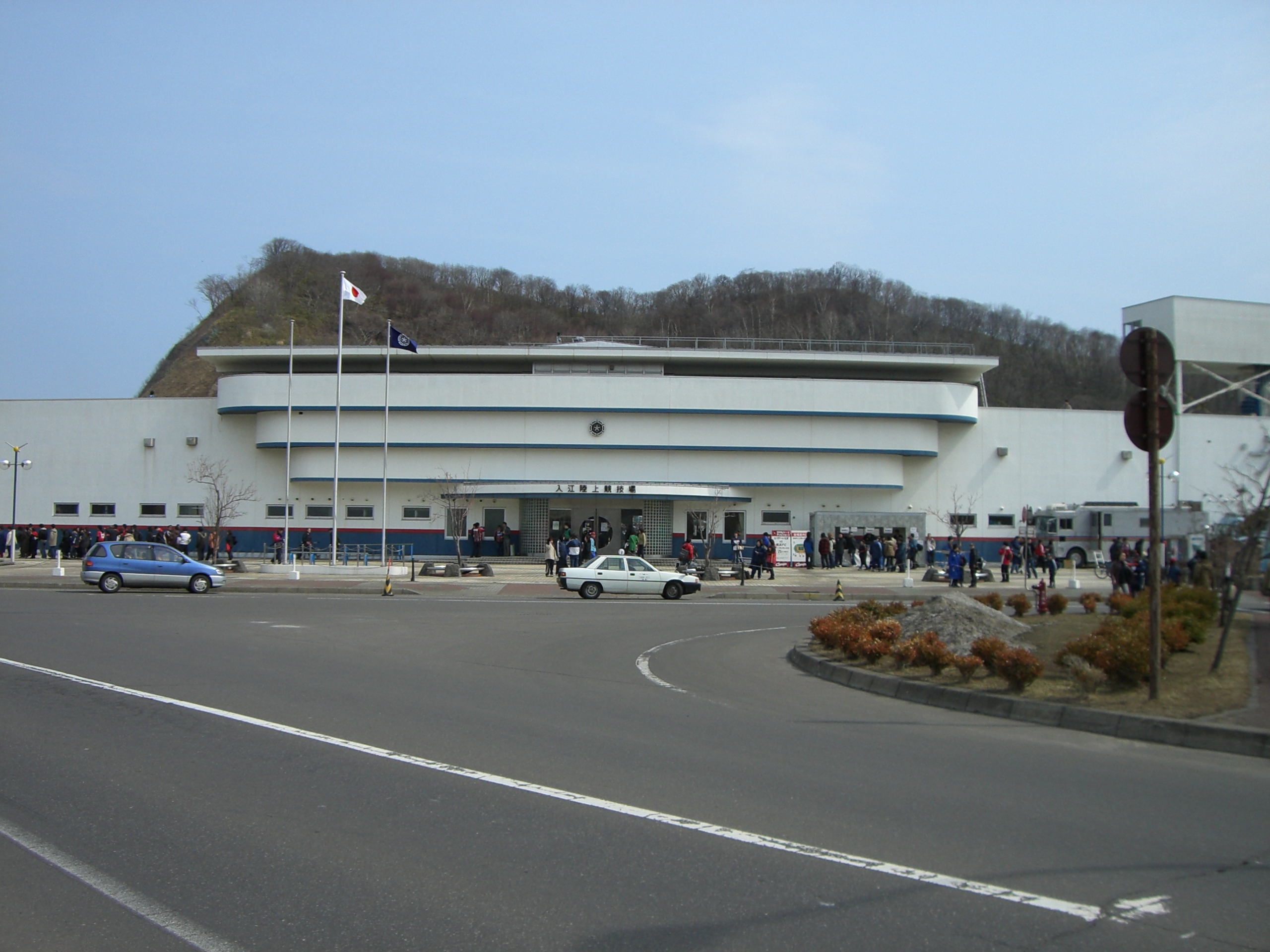
入江運動公園陸上競技場（2006年3月）

## 対外関係

### 姉妹都市･提携都市

#### 海外
姉妹都市
- ノックスビル市（アメリカ合衆国 テネシー州）
1991年（平成3年）1月16日 - 姉妹都市提携締結[65]。

提携都市
- 日照市（中華人民共和国 山東省）
2002年（平成14年）7月26日 - 友好都市提携締結[66]。

#### 国内
姉妹都市
- 静岡市（中部地方 静岡県）
1976年（昭和51年）12月24日 - 旧静岡県清水市と姉妹都市提携締結し継続[67]。
- 上越市（中部地方 新潟県）
1995年（平成7年）10月22日 - 姉妹都市提携締結[68]。

提携都市
- 宮古島市（南西諸島 沖縄県）
1998年（平成10年）8月3日 - 旧平良市と交流都市提携締結し継続[69]。

## 経済

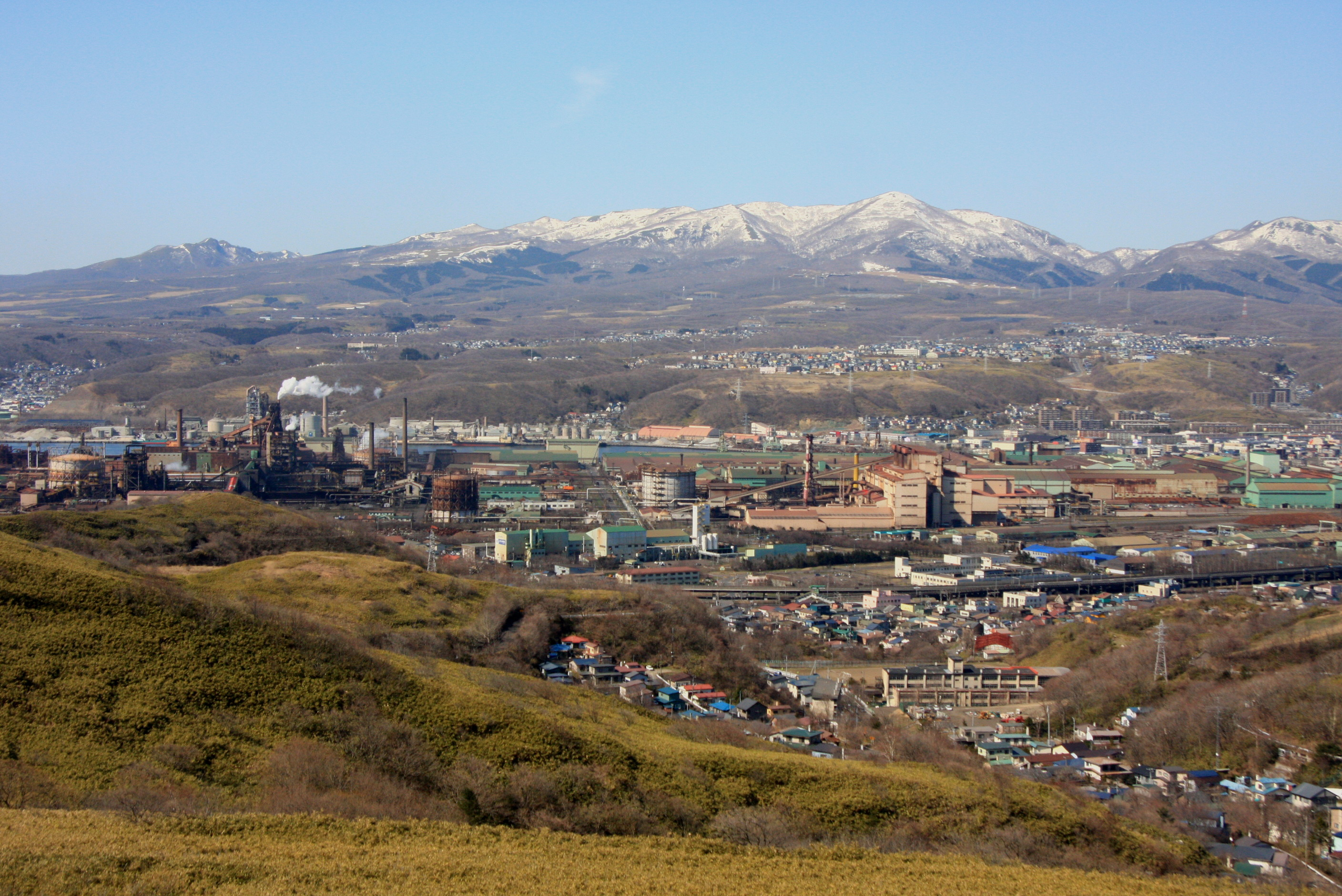
日本製鉄室蘭製鉄所

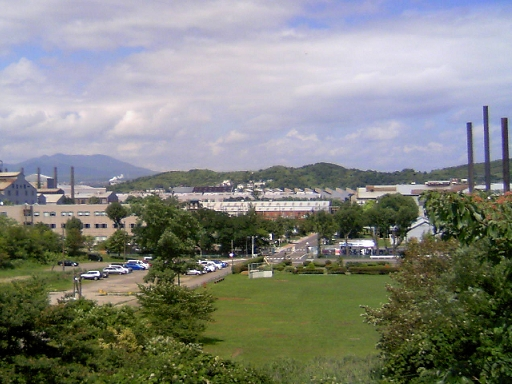
日本製鋼所室蘭製作所

室蘭市の産業別従業者数（2006年統計）は、第三次産業の割合が72.4 %と最も高く、次いで第二次産業の27.5 %になっており、第一次産業は0.14 %となっている。第二次産業のうち、基幹産業である製造業は16.3 %になっている。北海道内の製造品出荷額等の市町村別順位は苫小牧市に次ぐ第2位になっている。
室蘭港は1872年（明治5年）に室蘭—森間に定期航路を開設したのが始まりであり、現在は国際拠点港湾になっている。港湾区域面積は1,610 ha、岸壁数は北海道内最多となる109バースを有しており、崎守埠頭や中央埠頭には客船・練習船が入港する。港湾取扱貨物量は北海道内3位（平成24年）である。2002年（平成14年）に苫小牧港とともに「静脈物流拠点港（リサイクルポート）」に指定されている。浮体式防災施設（広域防災フロート）を有し、「内浦湾（噴火湾）全体の防災拠点港」としての役割を果たしている。2012年（平成24年）に祝津絵鞆地区と入江地区が「みなとオアシス」に登録された。第3種漁港の追直漁港は絵鞆半島外海にあって底引き網漁業や養殖漁業を行っている。新港区には北海道立総合研究機構水産研究本部栽培水産試験場があり、2013年（平成25年）4月に沖合人工島（Mランド）が供用開始した。

### 組合
- 室蘭漁業協同組合
- 北海道信用漁業協同組合連合会室蘭推進センター
- 室蘭市管工事業協同組合
- 室蘭地方電気工事業協同組合
- 胆振地方石油販売業協同組合
- 室蘭ハイヤー協同組合
- 室蘭個人タクシー協同組合
- 赤帽北海道軽自動車運送協同組合室蘭支部
- 室蘭市商店街振興組合連合会
- 室蘭自動車整備協同組合

### 第二次産業

#### 工業団地
- 香川工業用地[79]

### 第三次産業

#### 商業施設
ショッピングセンター
- 日本製鋼所
  - 弥生ショッピングセンター
- 日鉄興和不動産
  - MORUE中島

スーパーマーケット・ディスカウントストア
- 長崎屋（パン・パシフィック・インターナショナルホールディングス）
  - MEGAドン・キホーテ室蘭中島店
- イオン北海道（イオングループ）
  - イオン室蘭店
  - マックスバリュ室蘭東店（弥生ショッピングセンター内）
- ラルズ（アークスグループ）
  - スーパーアークス中島店（MORUE中島内）
  - スーパーアークス室蘭中央店
  - ホームストア港北店
  - ホームストア新たかさご店
  - ホームストア輪西店（ぷらっと・てついち内）
- 生活協同組合コープさっぽろ室蘭地区
  - 東むろらん店
  - しが驛前店
- 大槻食材
  - C&Cキャロット室蘭店
- トライアルカンパニー
  - スーパーセンタートライアル室蘭東店
  - スーパーセンタートライアル室蘭本輪西店

#### 物流
- ヤマト運輸千歳主管支店
  - 室蘭センター・室蘭西センター（登別センター・登別東センターと同居）
  - 室蘭中島センター・室蘭東センター
- 佐川急便室蘭営業所

### 金融機関
- 北洋銀行室蘭中央支店、中島町支店
- 北海道銀行室蘭支店（東室蘭支店がブランチインブランチ）、室蘭駅前支店
- 室蘭信用金庫本店（小橋内支店・母恋支店がブランチインブランチ）、本部・東町支店（輪西支店がブランチインブランチ）、中島支店（東室蘭駅前支店・本輪西支店がブランチインブランチ）、高砂支店（工大前支店がブランインブランチ）、白鳥台支店
- 伊達信用金庫室蘭支店、東町支店
- 北海道労働金庫室蘭支店、室蘭東支店
- JFマリンバンク北海道（北海道信用漁業協同組合連合会）室蘭

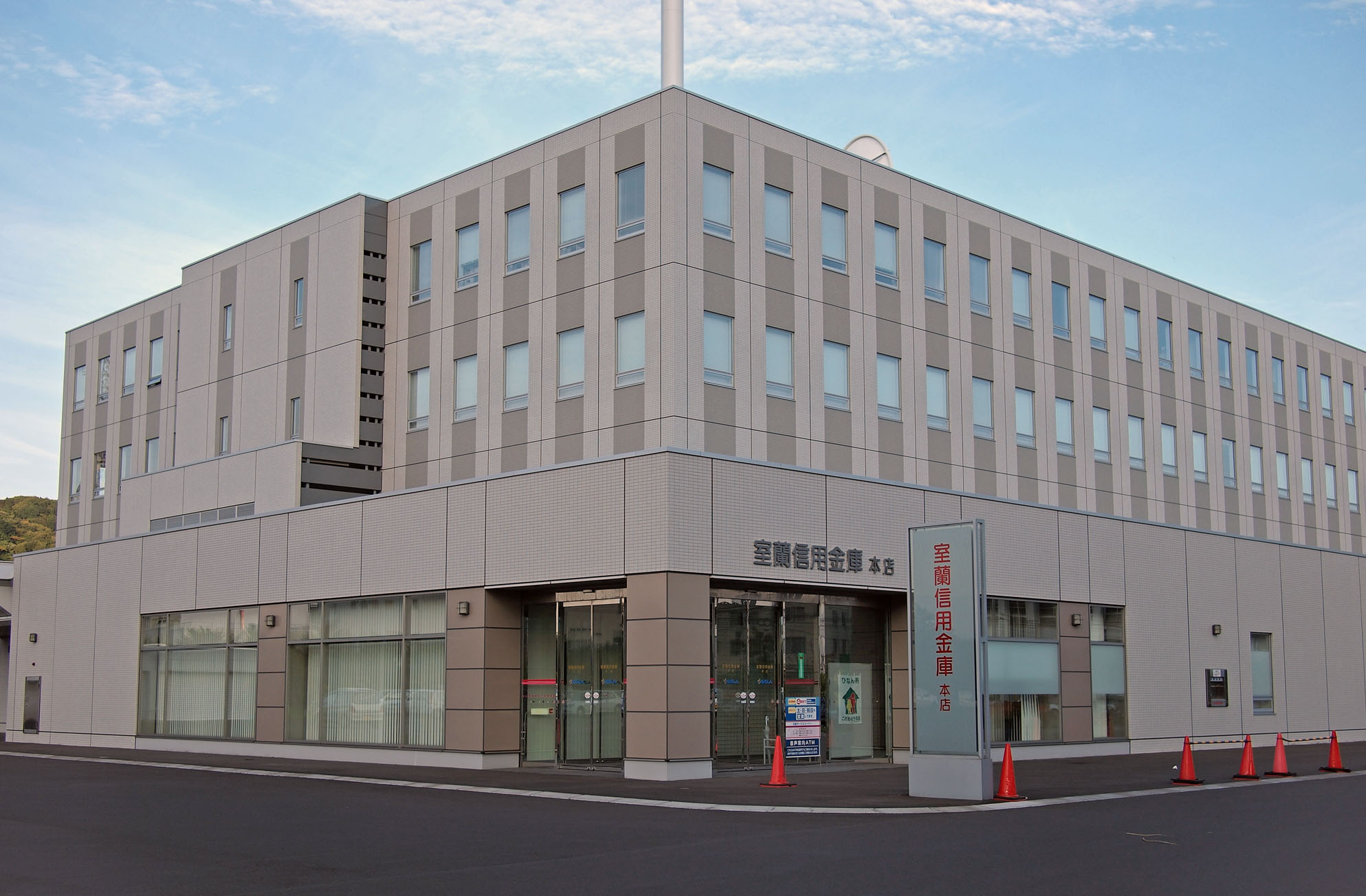
室蘭信用金庫本店（2010年8月）

### 拠点を置く主な企業
50音順
- アイセ・リアリティー
- アルファマート
- 一平本店
- 内池建設
- エア・ウォーター
- ENEOS
- エルム楽器
- 大岡技研
- カナモト
- カネサン佐藤水産
- キメラ
- 栗林グループ
  - 栗林商会
  - 栗林商船
  - 栗林石油
  - 栗林機工
- 五洋建設
- 佐々木機工
- 佐藤製線所
- シノヤマ観光自動車
- 太平電気
- タカヤナギ
- チヨダウーテ
- テツゲン
- つうけん
- 月島機械
- 電材重機
- 道南バス
- 中田商会
- 永澤機械
- ナラサキ産業
- 楢崎製作所
- 西野製作所
- 日本製鉄グループ
  - 日本製鉄
  - 黒崎播磨
  - 日鉄興和不動産
  - 日鉄スラグ製品
  - 日鉄セメント
  - 日鉄テックスエンジ
  - 日鉄ファーストテック
- 日東エフシー
- 日本製鋼所
- 日本製鋼所M&E
- 函館どつく
- ファインクリスタル
- 富士建設（東亜道路グループ）
- 北洋証券
- 北海道エア・ウォーター
- 北海道肥料
- マトラスターテクノクラシー
- 三菱製鋼室蘭特殊鋼
- 室蘭うずら園
- 室蘭ガス（北ガスグループ）
- 室蘭信用金庫
- 室蘭ダイハツ販売（野口観光グループ）
- むろらん東郷
- 室蘭ビル管理
- 室蘭民報社
- 北海製鉄
- 北海道高度情報技術センター（HiTEX）
- 北海道スチールワイヤー
- 北興工業
- 吉川工業

## 情報・通信

### マスメディア

#### 新聞社
- 室蘭民報社本社、蘭東支社
- 北海道新聞社室蘭支社
- 読売新聞北海道支社室蘭支局
- 朝日新聞北海道支社室蘭支局
- 毎日新聞北海道支社報道部室蘭
- 時事通信社室蘭支局
- 北海道建設新聞社室蘭支局
- 北海道通信社室蘭支局

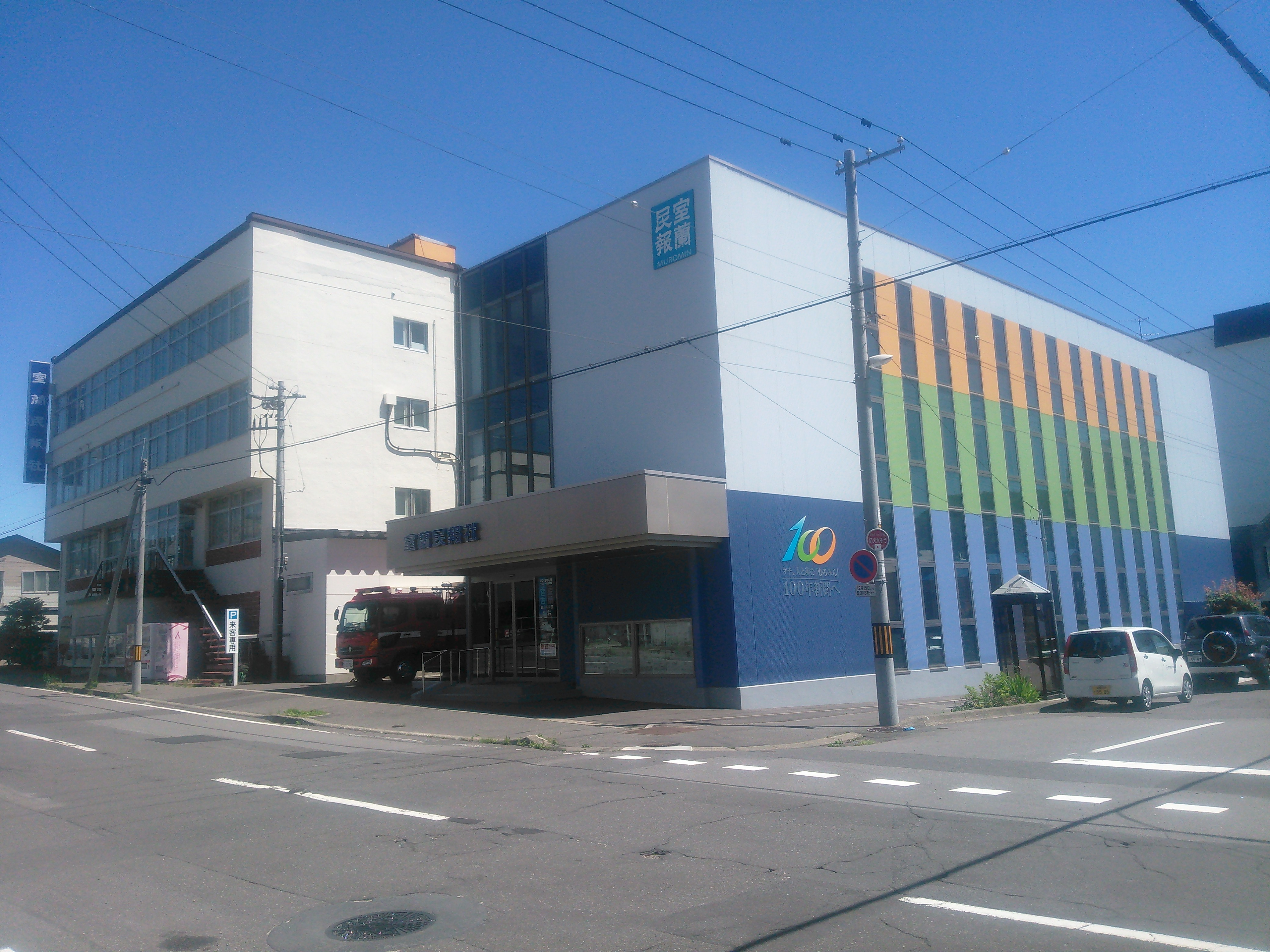
室蘭民報社本社（2018年7月）

#### 放送局
テレビ放送局
- NHK室蘭放送局
  - 各局送信場所は測量山に室蘭送信所がある。アナログテレビの送信施設は各局個別にあるが、地上デジタル放送の送信施設は、HBC、STV、HTB、uhbについては共同で建設される施設からの送信（中継）となる。2011年（平成23年）7月25日以降もNHK室蘭放送局（NHK函館放送局の渡島中継局を含む）とTVhのアナログの施設がそのまま残る。

ラジオ放送局
- 室蘭まちづくり放送（FMびゅー）
  - wi-radioとサイマル放送を行っている。

## 生活基盤

### ライフライン

#### 電力
- 北海道電力ネットワーク室蘭支店

#### ガス
- 室蘭ガス（北ガスグループ）

## 教育

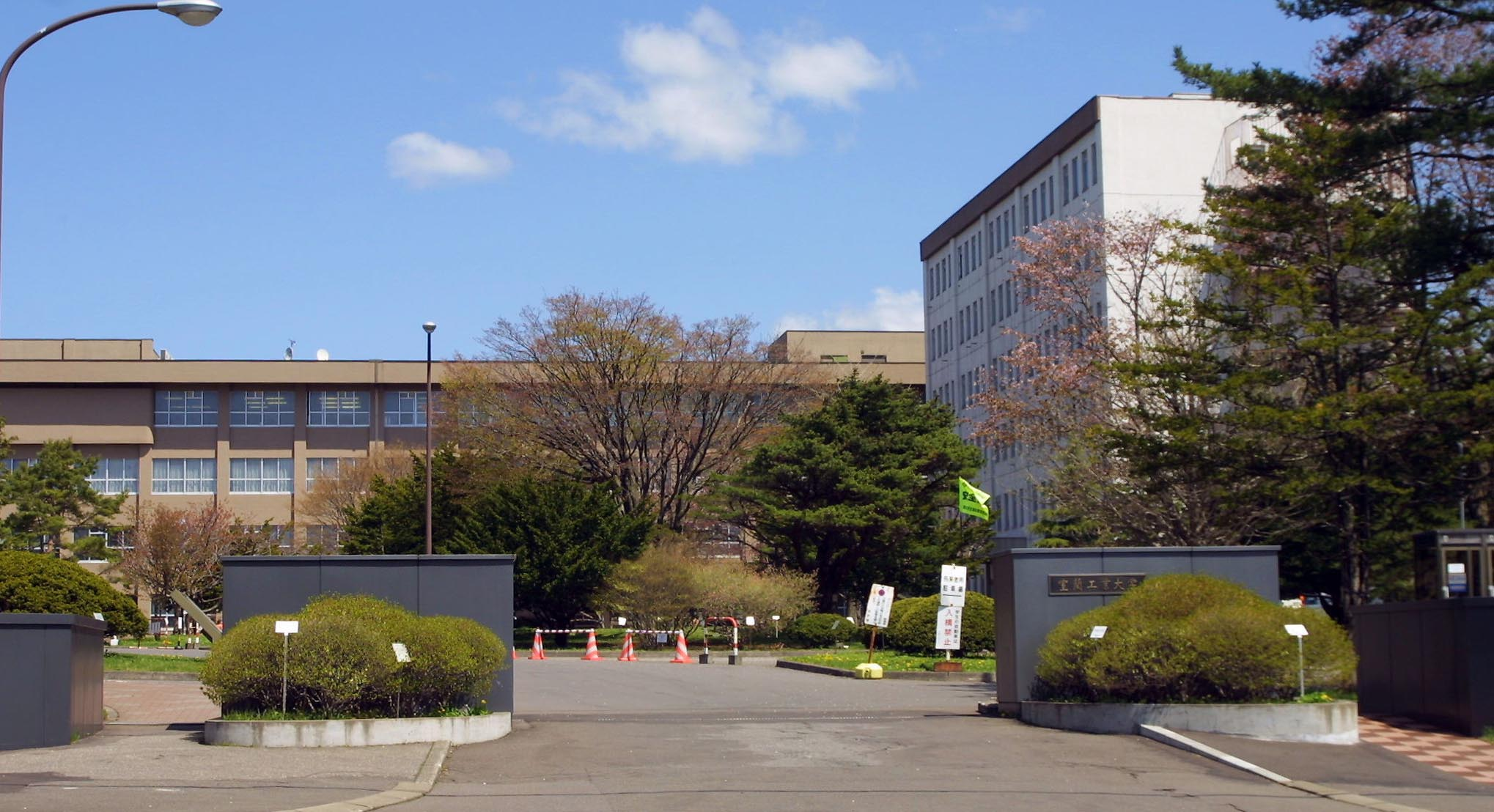
室蘭工業大学正門

### 大学
- 室蘭工業大学

研究施設
- 北海道大学北方生物圏フィールド科学センター室蘭臨海実験所[80]

### 専修学校
- 市立室蘭看護専門学院
- 日鋼記念看護学校
- 北海道福祉教育専門学校
- 北斗文化学園インターナショナル調理技術専門学校

### 高等学校
道立
- 北海道室蘭栄高等学校
- 北海道室蘭清水丘高等学校
- 北海道室蘭工業高等学校
- 北海道室蘭東翔高等学校

私立
- 北海道大谷室蘭高等学校
- 海星学院高等学校

通信
- 池上学院高等学校室蘭キャンパス

### 中学校
市立
- 室蘭市立室蘭西中学校[81]（2013年 - ）
- 室蘭市立星蘭中学校[81]（2006年 - ）
- 室蘭市立翔陽中学校[81]（2011年 - ）
- 室蘭市立東明中学校[81]（1967年 - ）
- 室蘭市立桜蘭中学校[81]（2012年 - ）
- 室蘭市立港北中学校[81]（1947年 - ）
- 室蘭市立本室蘭中学校[81]（1947年 - ）

### 小学校
市立
- 室蘭市立みなと小学校[81]（2015年 - ）
- 室蘭市立地球岬小学校[81]（2007年 - ）
- 室蘭市立海陽小学校[81]（2003年 - ）
- 室蘭市立天神小学校[81]（2020年 - ）
- 室蘭市立旭ヶ丘小学校[81]（2010年 - ）
- 室蘭市立八丁平小学校[81]（1997年 - ）
- 室蘭市立蘭北小学校[81]（2016年 - ）
- 室蘭市立白蘭小学校[81]（2018年 - ）
- 室蘭市立喜門岱小学校[81]（1896年 - 、小規模特認校）

### 特別支援学校
- 北海道室蘭聾学校[82]
- 北海道室蘭養護学校[83]

### 幼児教育

#### 認定こども園
- 認定こども園室蘭めばえ幼稚園[84]
- 認定こども園清泉幼稚園[84]

#### 保育所･保育園
- 祝津保育所[85]
- 常盤保育所[85]
- みどり保育園[85]
- 双葉保育所[85]
- 東町保育所[85]
- ほくと保育園[85]
- 楽山保育園[85]
- 中島保育所[85]
- 港北保育所[85]
- 白鳥保育所[85]

#### 幼稚園
- すみれ文化幼稚園[84]
- 室蘭幼稚園[84]
- 室蘭美園幼稚園[84]
- ベネディクト幼稚園[84]
- 文化学園大学附属幼稚園[84]
- 室蘭中島幼稚園[84]
- 桜ヶ丘幼稚園[84]
- 八丁平美園幼稚園[84]
- ピノキオ幼稚園[84]

### 学校教育以外の施設
- 北海道立室蘭高等技術専門学院[86]
- 室蘭中央自動車学園[87]

## 交通

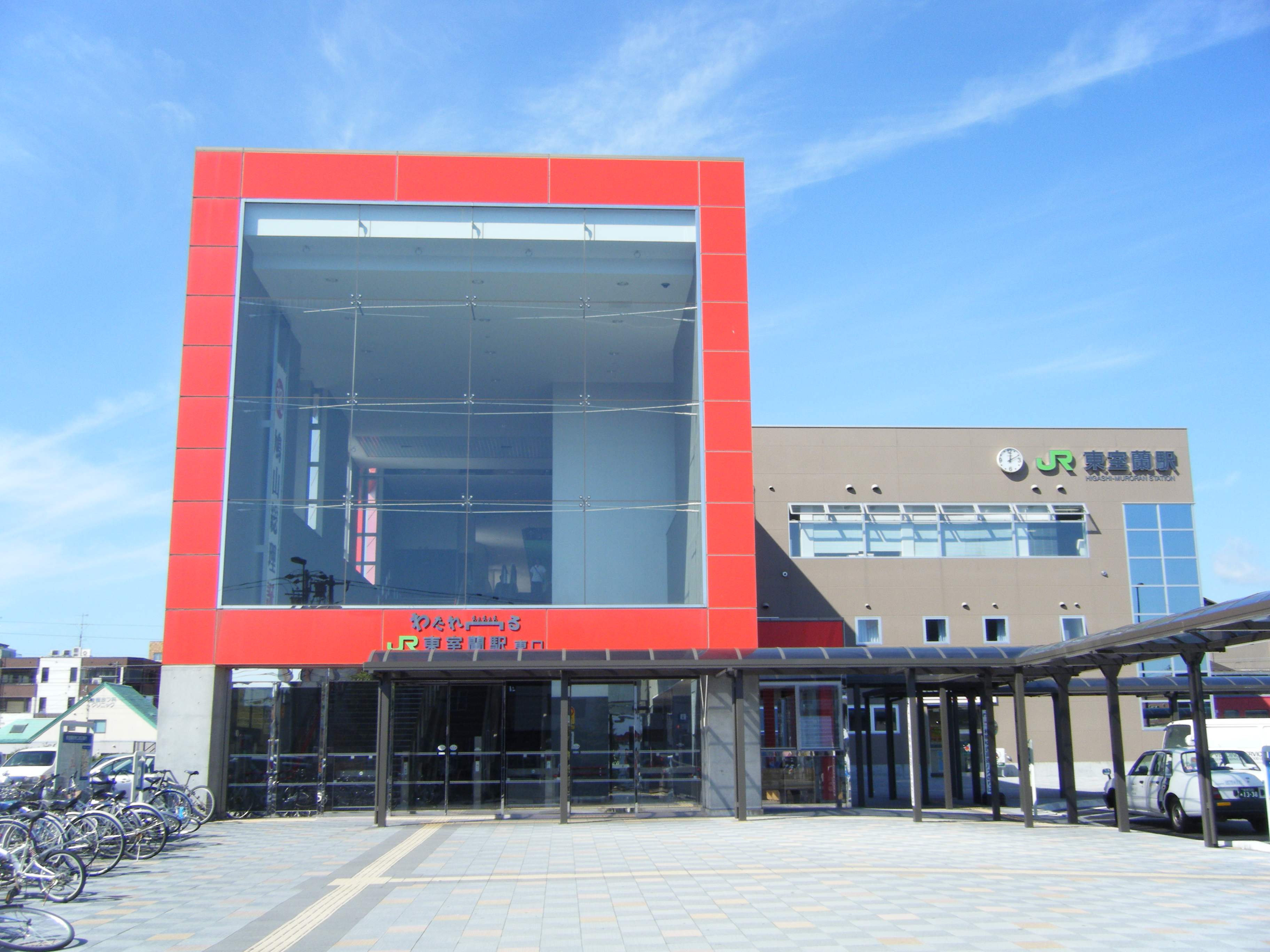
東室蘭駅（2009年9月）

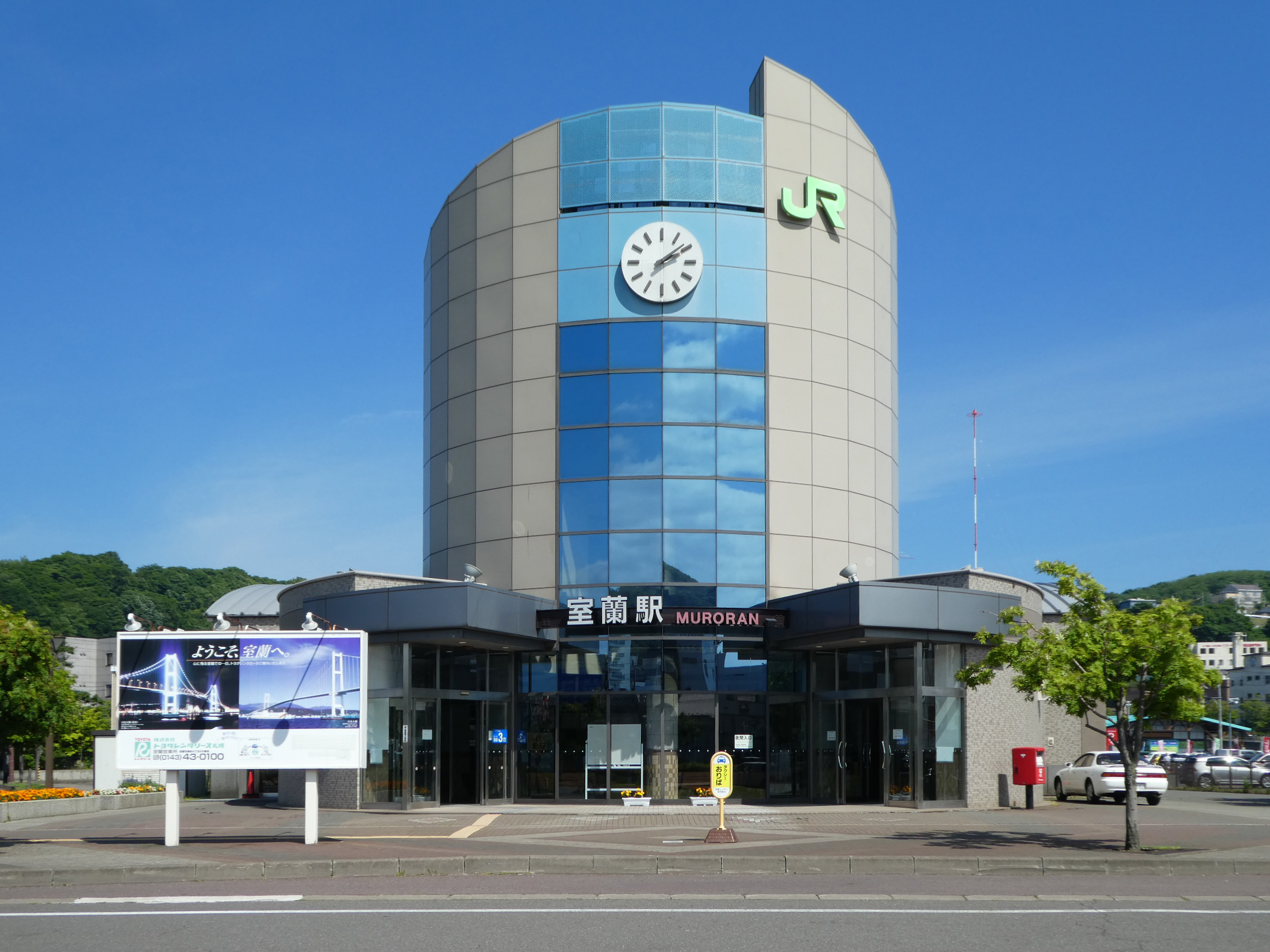
室蘭駅（2017年7月）

### 鉄道
- 北海道旅客鉄道（JR北海道） 室蘭運輸所
  - 室蘭本線：崎守駅 - 本輪西駅 - 東室蘭駅
  - 室蘭本線（支線）：東室蘭駅 - 輪西駅 - 御崎駅 - 母恋駅 - 室蘭駅
- 日本貨物鉄道北海道支社（JR貨物） 苗穂車両所輪西派出
  - 室蘭本線：東室蘭駅

#### 廃止となった貨物駅
- 西室蘭駅
- 陣屋町駅
- 本輪西駅

### バス

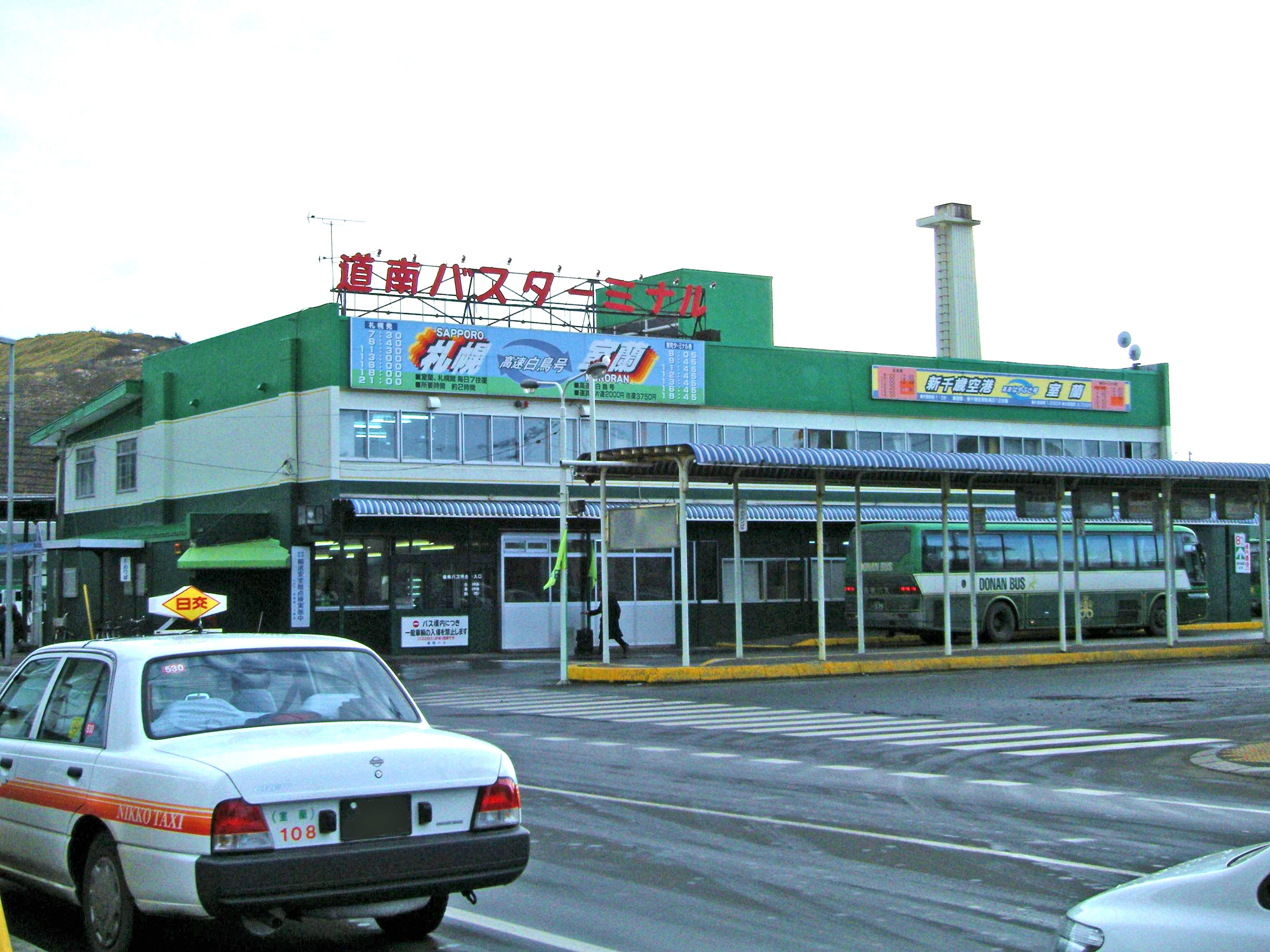
道南バス本社・東町ターミナル（2008年12月）

#### 路線バス
- 道南バス 東町ターミナル
  - 市内線（室蘭・登別市内各線）
  - 郊外線（登別温泉、伊達、洞爺湖温泉、豊浦方面）

#### 高速バス
- 道南バス（新千歳空港、札幌方面）
- 北海道中央バス（札幌方面）

### タクシー
小型車初乗り運賃は550円。中型車初乗り運賃は570円（距離制）
- 札幌交通本輪西営業所（北海道交運グループ）
- 金星室蘭ハイヤー
- 室蘭つばめ交通
- 室蘭日交タクシー
- 北海交通室蘭支店
- 室蘭ハイヤー
- 室蘭北交ハイヤー

### 道路

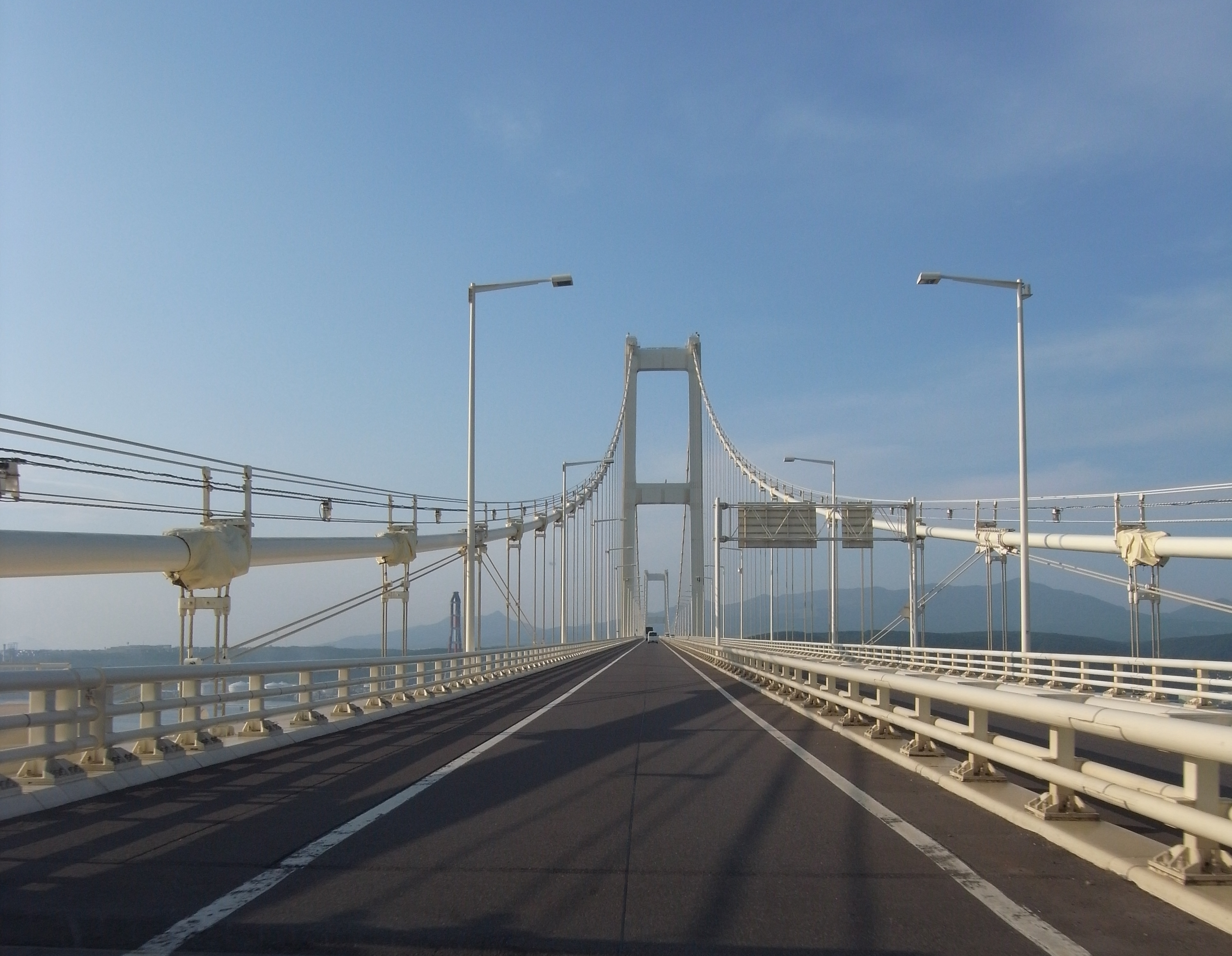
白鳥新道（白鳥大橋）（2009年6月）

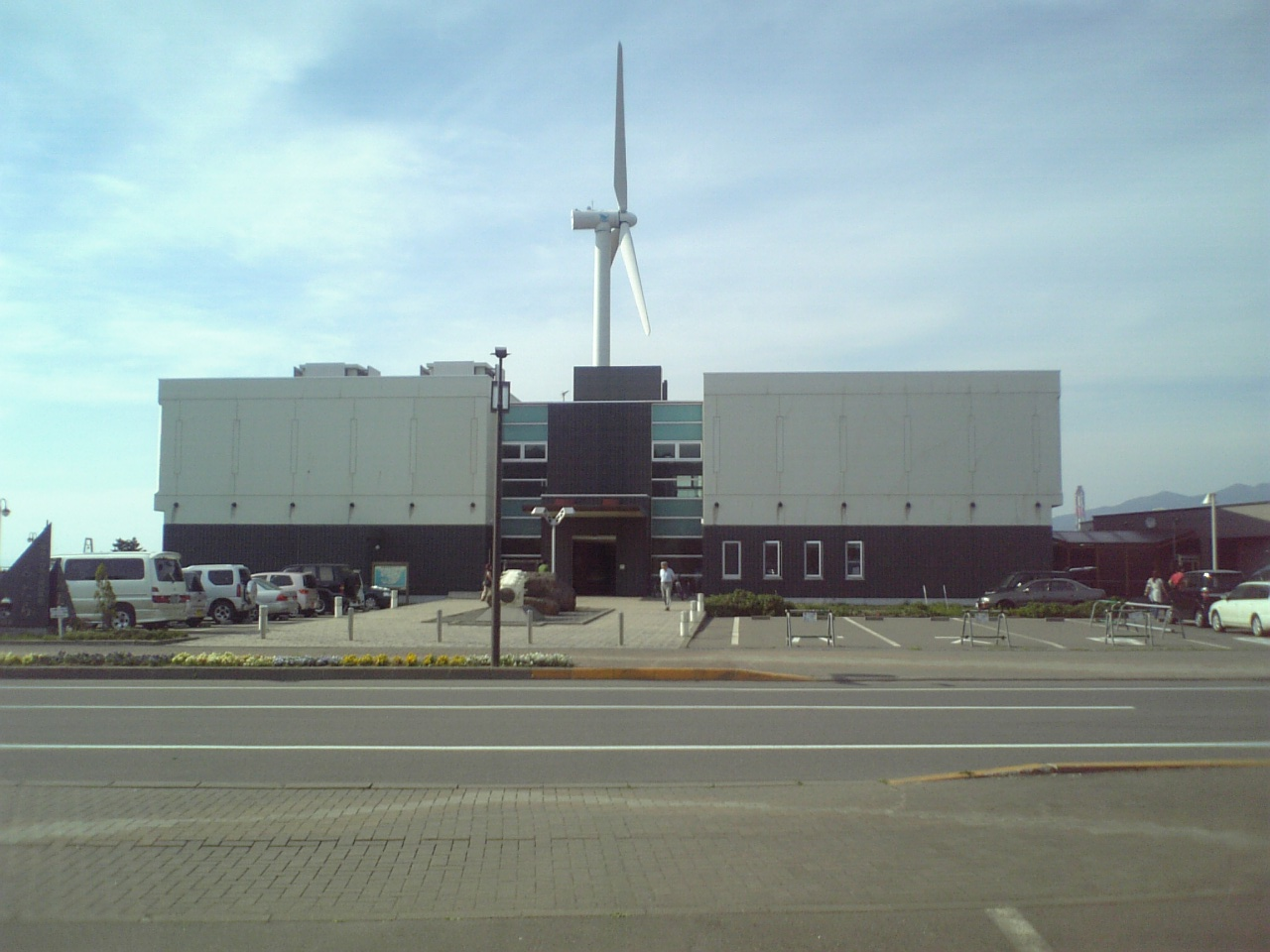
道の駅みたら室蘭（2007年7月）

#### 高速道路
- 道央自動車道（北海道縦貫自動車道）：室蘭IC - 本輪西展望所（上り線（長万部方向）のみ） - 登別室蘭IC（所在地は登別市）

#### 国道
- 国道36号
  - 室蘭新道（自動車専用道路区間：輪西出入口 - 仲町出入口 - 御崎出入口 - 母恋出入口）
- 国道37号
  - 白鳥新道（陣屋ランプ - 祝津ランプ）

#### 道道
- 北海道道107号室蘭環状線
- 北海道道127号室蘭インター線
- 北海道道699号室蘭港線
- 北海道道704号崎守停車場線
- 北海道道782号上登別室蘭線
- 北海道道844号祝津西小路中央線
- 北海道道919号中央東線
- 北海道道1081号東室蘭停車場線

### 道の駅
- みたら室蘭（白鳥大橋記念館）

### 港湾
- 室蘭港

#### 航路
船舶
- スターマリン[89]
  - ナイトクルージング
  - イルカ・クジラウォッチング
  - 地球岬遊覧

## 観光

### 文化財

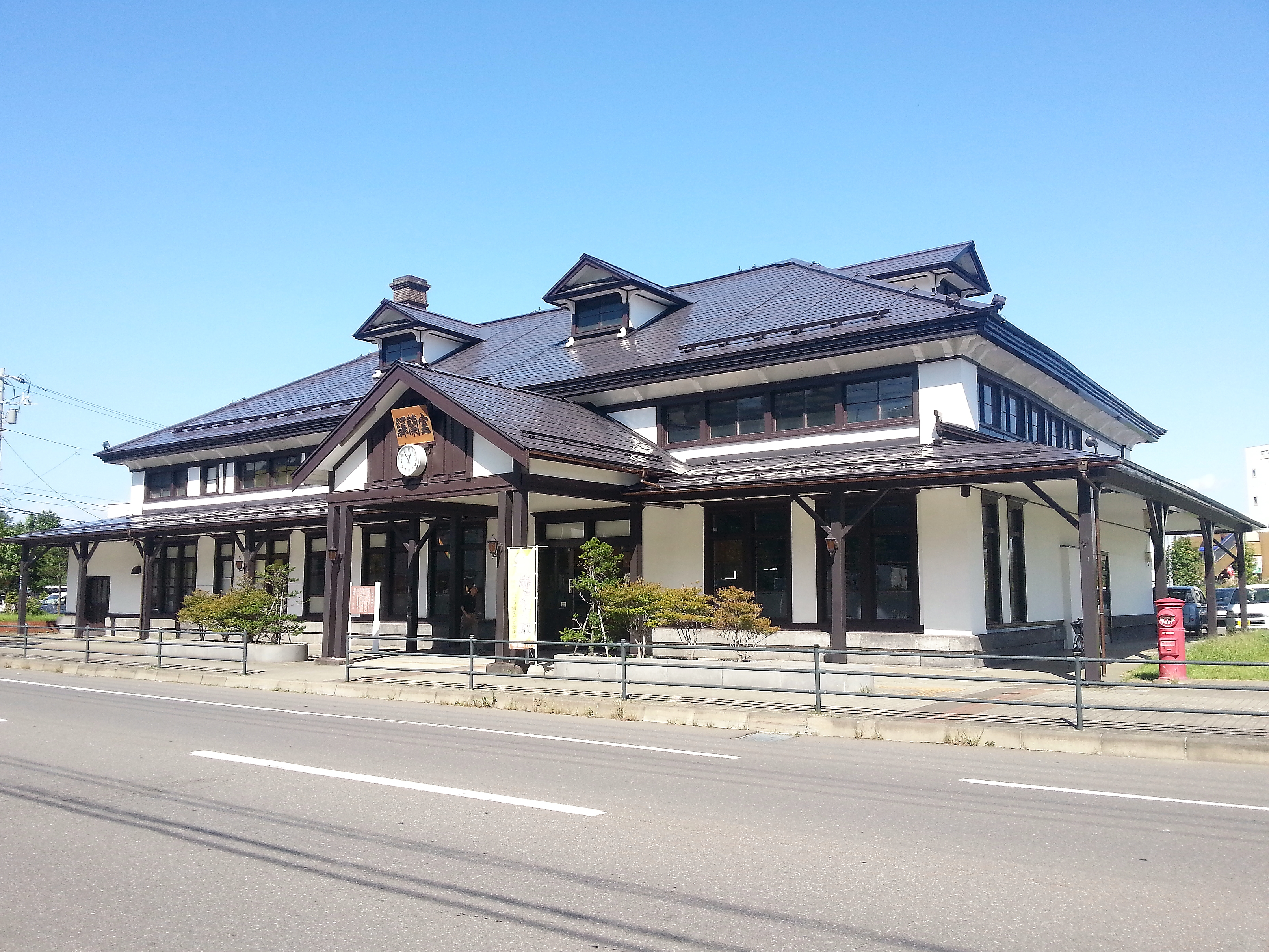
旧室蘭駅舎（2013年9月）

#### 国指定
- 史跡
  - 東蝦夷地南部藩陣屋跡モロラン陣屋跡[90][91]
  - 台場・勤番所跡[90][91]
- 名勝
  - ピリカノカ（絵鞆半島外海岸）[14][91]

国登録
- 登録有形文化財
  - 室蘭市旧室蘭駅舎[42]（JR北海道指定準鉄道記念物）[91]

#### 市指定
- 有形文化財
  - 輪西屯田兵旧火薬庫 - 中嶋神社[91]
  - 輪西屯田兵記念碑 - 中嶋神社[91]
  - 仙台藩角田領添田家関係資料 - 市立室蘭図書館[91]
  - 日本製鋼所室蘭製作所製造複葉機エンジン「室0号」 - 日本製鋼所室蘭製作所[91]
  - 南部藩陣屋跡出土砲弾 - 室蘭市民俗資料館[91]
  - 胆振国室蘭郡全図 – 市立室蘭図書館[91]
  - 青い目の人形（友情人形） - 室蘭市民俗資料館[91]
- 民俗文化財
  - 輪西屯田兵関係資料 - 中嶋神社[91]
  - 仙台藩角田領添田家関係資料 – 室蘭市民俗資料館[91]
  - 室蘭神楽 - 室蘭神楽保存会[91]
  - 御供獅子舞 - 室蘭市香川町郷土芸能保存会[91]
  - 瑞泉鍛刀所の鞴（ふいご） - 日本製鋼所室蘭製作所内瑞泉鍛刀所[91]
  - 石川家不動明王像 - 地蔵堂[91]
- 天然記念物
  - 白鳥大橋海底部等出土の材化石及び貝化石の標本[91]
- その他
  - 本輪西遺跡※当遺跡から出土した土偶（東京国立博物館蔵）は国の「重要文化財」に指定（室蘭市民俗資料館にレプリカがある）。

### 観光スポット
室蘭市には普段は一般公開していない企業施設が幾つかある。「蕙山苑」は1909年（明治42年）に栗林商会の栗林五朔が政財界の賓客をもてなすため私財を投じて建造した。「瑞泉閣」は1911年（明治44年）、当時の皇太子（後の大正天皇）の視察に備えて日本製鋼所が室蘭製作所構内に新築した迎賓館であり、同館の命名を皇太子に依頼したところ、「瑞泉閣」の名を贈られた。「瑞泉鍛刀所」は1918年（大正7年）に日本製鋼所が日本刀の製作技術向上と保存のために建設した。「知利別会館」は1940年（昭和15年）に現在の日本製鉄が社員の交流の場や会議、来賓の宿泊施設として建設（当初の名称は知利別倶楽部）。現在は迎賓館として利用している。瑞泉閣と知利別会館は「我が国の近代化を支えた北海道産炭地域の歩みを物語る近代化産業遺産群」（近代化産業遺産）に認定されている。また、瑞泉閣、旧三菱合資会社室蘭出張所、旧室蘭駅舎などで構成している空知・室蘭・小樽の「炭鉄港」が「日本遺産」に認定された。

| - 室蘭八景 - 室蘭港の夜景 - 測量山の展望 - 大黒島 - 絵鞆岬 - 金屏風・銀屏風 - マスイチ浜 - チキウ岬（地球岬） - トッカリショ | - 白鳥大橋 - 白鳥大橋ビューポイント - 白鳥大橋展望台 - 祝津公園展望台 - 測量山展望台 - 潮見公園展望台 - 八丁平展望台 - 白鳥湾展望台 | - 道の駅みたら室蘭 - 市立室蘭水族館 - むろらん温泉ゆらら - 室蘭港エンルムマリーナ - ギャラリー森田 - イタンキ浜 - 室蘭市だんパラスキー場 - 室蘭ゴルフ倶楽部 |

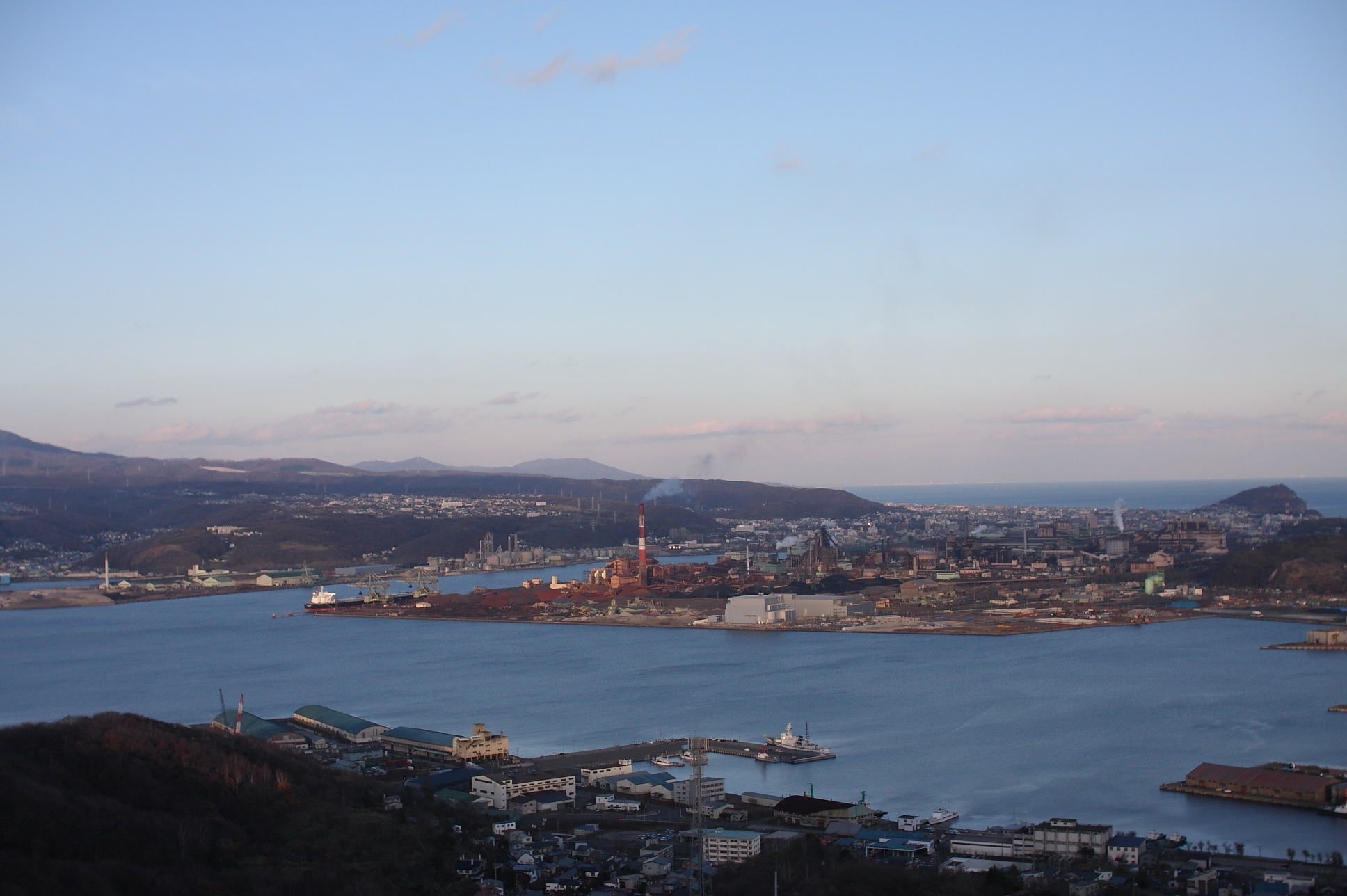
測量山の展望（2012年11月）
金屏風（2014年7月）
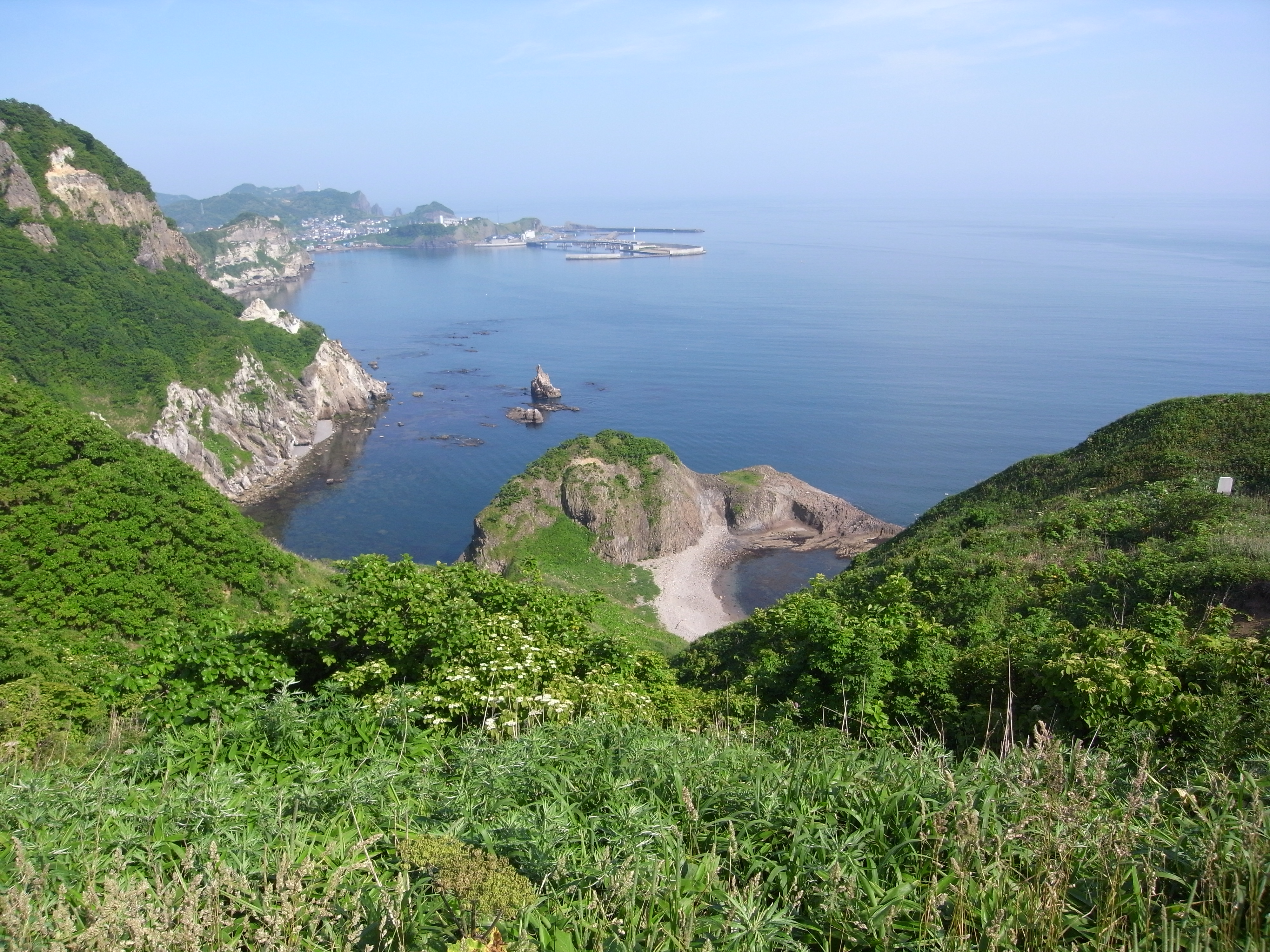
マスイチ浜（2009年6月）
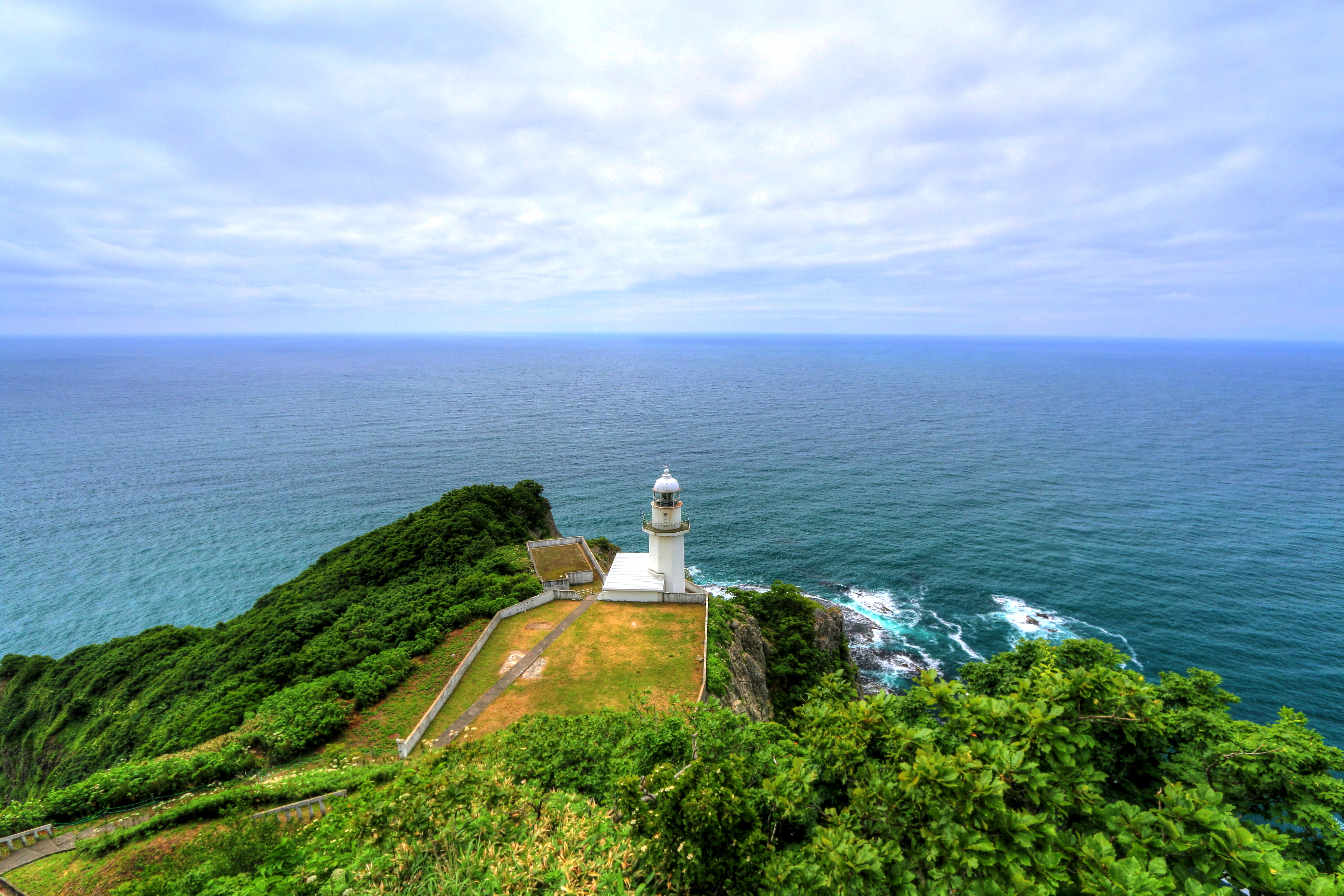
地球岬（2014年7月）
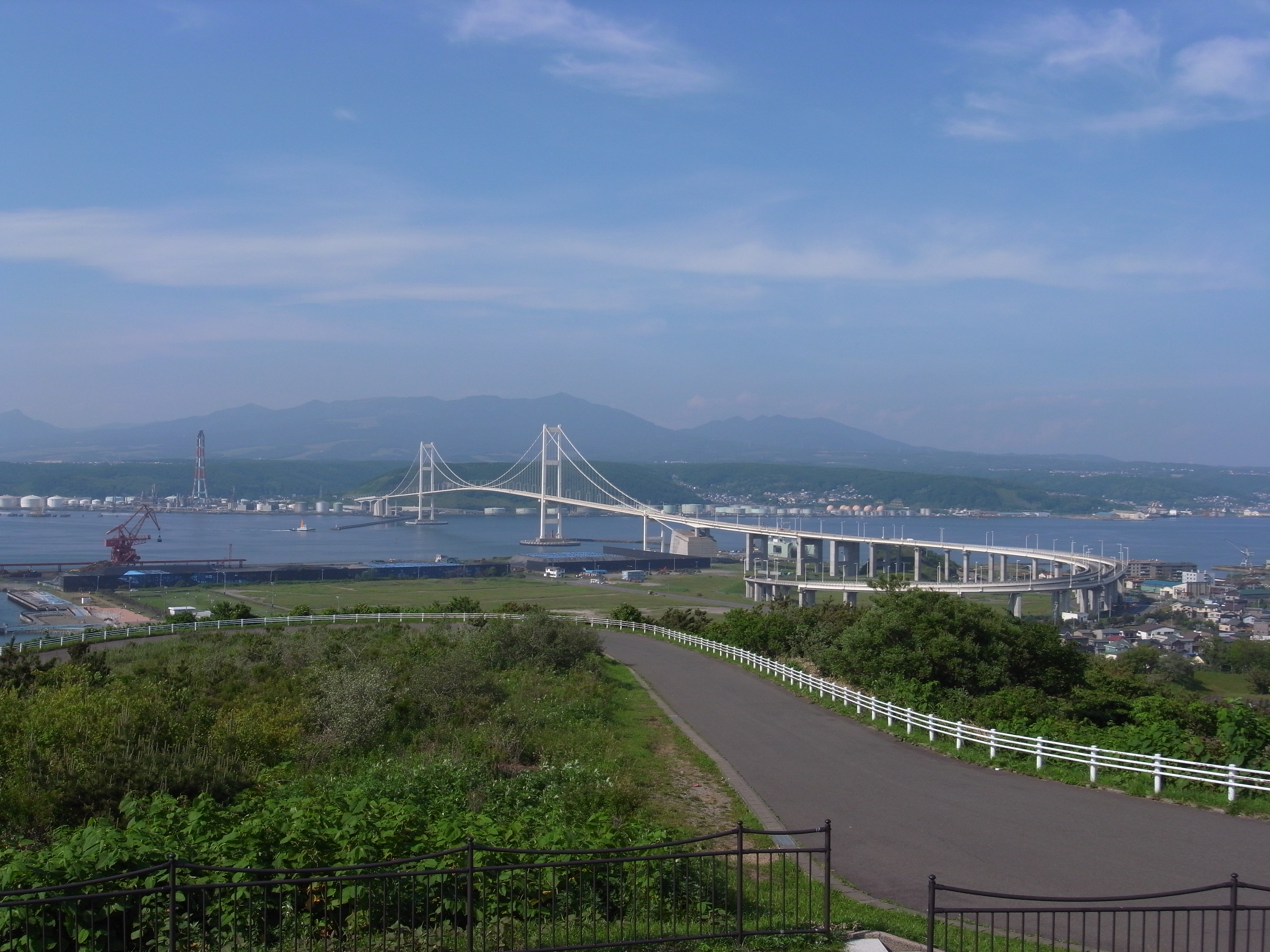
祝津公園展望台から眺めた白鳥大橋（2009年6月）
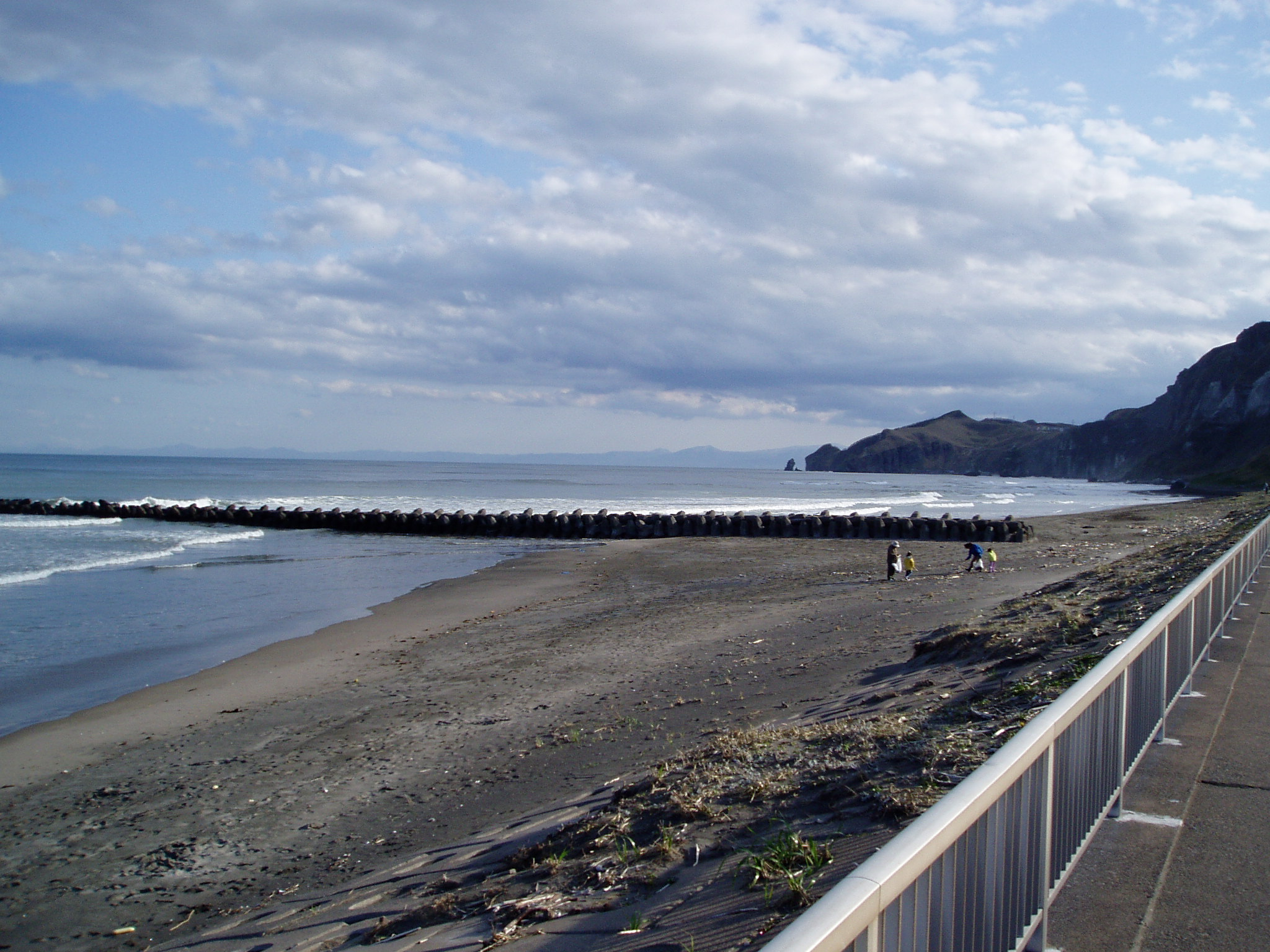
イタンキ浜（2007年5月）

## 文化・名物

### 祭事・催事
- 地球岬初日の出（元旦）
- 市民雪像ゆきまつりinだんパラ（2月）
- Shanしゃん共和国建国祭（6月）
- 撮りフェス in 室蘭（夏季開催）[103]
- むろらん港まつり（7月）
  - 室蘭ねりこみ
- 室蘭八幡宮例大祭（8月）
  - 裸みこし（8月）
- スワンフェスタ（9月）
- 市民大運動会（9月）
- 室蘭さかなの港町同窓会（10月）

### 名産・特産
室蘭観光推進連絡会議は室蘭やきとり・室蘭カレーラーメン・クロソイを「むろらん3大グルメ」と紹介している。室蘭やきとりは豚肉とタマネギを串に刺し、洋からしを付けて食べるのが特徴の焼き鳥。全国やきとり連絡協議会による「全国7大ご当地やきとり」の1つであり、ふるさと小包にもなっている。室蘭市内のラーメン店では昔からカレーラーメンがメニューにある事が多く、これらを「室蘭カレーラーメン」として発信している。クロソイはスズキ目メバル科メバル属の魚。室蘭近海に生息しており、開港130年・市制施行80年を記念して2002年（平成14年）「室蘭市の魚」に制定。市立室蘭水族館で見学できるほか、市内の一部料理店ではクロソイ料理を提供している。室蘭うずら園は北海道唯一のうずら卵生産農場であり、うずら卵を使用した各種商品を販売している。
母恋駅はその駅名から母の日が近づくと「母の日記念乗車券」を販売しているほか、手作り駅弁の母恋めし売店がある。ボルタはボルトとナットを組み合わせた体長5cmほどの手作りボルト人形。女の子版は一般公募によりナッティと名づけられた。

### スポーツ
野球
- 日本製鉄室蘭シャークス - 社会人野球のクラブチーム。かつて新日本製鐵の室蘭製鉄所を拠点に活動していた企業チーム・新日本製鐵室蘭硬式野球部の後継チーム。

サッカー
- 日本製鉄室蘭サッカー部

## 出身・関連著名人

### 名誉市民
「名誉市民」参照
- 南条徳男（弁護士・政治家。元建設大臣・農林大臣）
- 栗林徳一（実業家。元栗林商会会長・元貴族院議員）
- 山中日露史（弁護士・政治家。元衆議院議員）
- 徳中祐満（実業家・政治家。室蘭自動車合資会社（現・道南バス）・室蘭ガス創設者。元市議会・道議会議員）
- 熊谷綾雄（第7代室蘭市長）
- 八木義徳（芥川賞受賞作家）
- 池端清一（政治家。元衆議院議員）

### 出身人物
50音順

#### 政治・法曹・経済
- 五十嵐仁（実業家。永谷園会長）
- 石丸幸人（弁護士）
- 一戸豊信（実業家。元室蘭民報社社長）
- 栗林友二（実業家、馬主。栗林商船第2代会長。栗林五朔は父）
- 三枝三郎（政治家。元衆議院議員）
- 櫻井忠（政治家。苫小牧市議会議員。元苫小牧市長）
- 田中宏尚（官僚。元農林水産事務次官）[117]
- 南条徳男（政治家。元建設大臣・農林大臣）
- 山田和彦（実業家、月島機械社長、日本産業機械工業会運営幹事）
- 堀井学（政治家。元衆議院議員。元スピードスケート選手）
- 和田篤也（官僚。環境事務次官）
- 渡部保夫（弁護士、刑事法学者。元裁判官）

#### 学術・文芸
- 石川武（法学者、歴史学者）
- 石村博子（ルポルタージュ作家、ノンフィクション作家）
- 岩泉舞（漫画家）
- 岩澤宏樹（映像作家）
- 上武やす子（刺繍作家、アイヌ文化伝承者）
- 大島清（経済学者）
- 大西巷一（漫画家）
- 大原まゆ（作家）
- 大村友樹（フルート奏者）
- 沖藤典子（ノンフィクション作家）
- 織田淳太郎（ノンフィクション作家）
- 角島秀輝（発明家、技術者）
- 掛川源一郎（写真家）
- 加藤光峰（書家）
- 鴨下重彦（医学者、医学博士）
- 小林義武（音楽史学者）
- 今野雄二（映画・音楽評論家、翻訳家、小説家）
- 齋藤和（新左翼活動家）
- 櫻井淳（理学博士、経済学博士、法学博士、教養学博士）
- 笹渕啓史（ドラマー）
- 佐藤俊彦（津軽三味線奏者）
- 外崎春雄（アニメーター、アニメーション監督、アニメーション演出家、キャラクターデザイナー）
- 曽根富美子（漫画家、油絵作家）
- 高澤秀次（文芸評論家）
- 高松雄一（英文学者）
- 田口清隆（映画・特技監督）
- 竹内清己（国文学者）
- 武田龍夫（作家。元外交官）
- 谷口克広（歴史家）
- 田部京子（ピアニスト）
- 土田英介（作曲家、ピアニスト）
- 寺尾五郎（歴史学者）
- 富盛菊枝（児童文学者）
- 中村岳（画家）
- ナガオカケンメイ（デザイン活動家）
- 七月鏡一（漫画原作者、脚本家）
- 波木星龍（占い師、手相家、作家）
- 能代八郎（作曲家）
- はぎのみほ（美術家）
- 久田恵（ノンフィクション作家）
- 松谷早苗（色彩設定者）
- 三浦清宏（小説家、心霊研究家）
- 水野俊平（朝鮮語学者、文学博士）
- 森征一（法学者）
- 森田哲隆（洋画家）
- 八木義徳（小説家）
- 安田史生（音楽クリエイター。Ruppina+のメンバー。俳優の安田顕は実弟）
- 吉田ルイ子（フォトジャーナリスト）
- 吉野茉莉（小説家）

#### 芸能
- 安倍麻美（元歌手）
- 安倍なつみ（元モーニング娘。）
- 大谷雅恵（元メロン記念日）
- 大吉昭子（ローカルタレント）
- 北原義郎（俳優）
- 小玉ゆうい（元タレント）
- ザ・サマーズ（バンド）
- 清水まゆみ（女優）
- しらいみさ（歌手、元フルーティーメンバー）
- 竹野留里（歌手、俳優）
- トップリード（元お笑いコンビ）
- 長尾あや（元タレント）
- hiro:n（シンガーソングライター）
- 船木浩行（俳優、ギタリスト）
- 松田園子（モデル）
- 美香（モデル）
- 安田顕（TEAM NACS）
- 夢輝のあ（元宝塚歌劇団星組男役）
- 米澤りあ（タレント）

#### 報道
- 品田公明（元日本放送協会（NHK）アナウンサー）
- 高橋美鈴（日本放送協会（NHK）アナウンサー）
- 中村優子（元北海道文化放送（UHB）アナウンサー）
- 野宮範子（フリーアナウンサー、ラジオパーソナリティ）
- 堀伸浩（日本放送協会（NHK）アナウンサー）
- 三河かおり（新潟テレビ21アナウンサー。元NHKアナウンサー）
- 山本義幸（元東北放送アナウンサー）

#### スポーツ
- 阿部哲也（フットサル選手。元サッカー選手）
- 飯塚高史（元プロレスラー）
- 石川晃（元プロ野球選手。元千葉ロッテマリーンズ球団副代表）
- 石川武（バスケットボール指導者）
- 上野高広（全日本プロドリフト選手権（D1）ドライバー）
- 上野秀章（サッカー指導者。元サッカー選手）
- 大岩真由美（サッカー指導者。元サッカー審判員）
- 小田由香（アイスホッケー選手）
- 加藤徹（元アマチュア野球選手。室蘭シャークス初代監督）
- 加藤英美（元プロ野球選手）
- 金子志保（元バレーボール選手）
- 賀谷英司（サッカー指導者。元サッカー選手）
- 岸奥裕二（元サッカー選手）
- 北葉山英俊（元大相撲力士、枝川親方）
- 京谷和幸（元車いすバスケットボール選手、元サッカー選手）
- 小森有華（元サッカー選手）
- 財前恵一（サッカー指導者。元サッカー選手。財前宣之は弟）
- 財前宣之（元サッカー選手。財前恵一は兄）
- 渋谷洋樹（元サッカー選手。サッカー指導者ジュビロ磐田）
- 齋藤竜（元サッカー選手）
- 佐々木みき（バレーボール指導者。元バレーボール選手）
- 佐藤尽（サッカー指導者。元サッカー選手）
- 城彰二（元サッカー選手）
- 菅原智（元サッカー選手）
- 菅原康太（サッカー選手）
- 鈴木貴浩（サッカー指導者。元サッカー選手）
- 西島恭平（格闘家）
- 野田知（サッカー指導者。元サッカー選手）
- 野村貢（サッカー指導者。元サッカー選手）
- 深川友貴（サッカー指導者。元サッカー選手）
- 双津竜順一（元大相撲力士、時津風親方）
- 双ツ龍徳義（元大相撲力士、年寄粂川）
- 北天佑勝彦（元大相撲力士、二十山親方）
- 眞下貴之（元プロ野球選手）
- 松木玖生（サッカー選手）
- 松本怜（サッカー選手）
- 三浦雅之（元サッカー指導者、元サッカー選手）
- 三上大勝（ゼネラルマネージャー。元サッカー選手）
- 吉泉賀子（元ノルディックスキージャンプ選手）
- 神威山力雄（元大相撲力士）

### ゆかりのある人物
- 飯田圭織（タレント。元モーニング娘。出生地が室蘭）
- いがらしゆみこ（漫画家）
- 生田斗真（俳優。生田竜聖は弟。出生地が室蘭）
- 生田竜聖（フジテレビアナウンサー。生田斗真は兄。出生地が室蘭）
- 石川光親（陸奥仙台藩石川氏の末裔。石川邦光は兄）
- 岩田弘志（元室蘭市長。岩田聡は息子）
- 近江谷太朗（俳優。出生地が室蘭）
- 北原じゅん（作曲家・編曲家。城卓矢は弟）
- 葛西薫（アートディレクター）
- 川本治（サッカー指導者。元サッカー選手）
- 栗林五朔（実業家。栗林商会創業者。出生地は新潟県三条市）
- 小林晴夫（工学者、化学者。元室蘭工業大学学長・名誉教授。北海道大学名誉教授）
- 坂口眞人（化学者）
- 桜木紫乃（小説家）
- 佐山俊二（喜劇俳優。中江良夫は兄）
- 篠原勝之（ゲージツ家）
- 城卓矢（歌手。樺太生まれ。北原じゅんは兄）
- 貴ノ花健士（元大相撲力士、二子山親方。出生地が室蘭）
- 坪川拓史（映画監督・アコーディオン奏者）
- 土居通次（元室蘭市長、徳島県知事）
- 東条貞（ジャーナリスト、政治家。元衆議院議員）
- 中江良夫（劇作家、脚本家。佐山俊二は弟）
- 中村睦男（憲法学者、法学博士）
- 中山昌亮（漫画家）
- 長嶋有（作家）
- 信時潔（作曲家。「室蘭市の歌」作曲）
- 鳩山由紀夫（政治家。元衆議院議員、第93代内閣総理大臣。旧北海道4区→北海道9区選出）
- 松木創（テレビディレクター、映画監督、脚本家。北海道室蘭栄高等学校卒）
- 本橋浩一（実業家。元日本アニメーション社長）
- 山崎育三郎（俳優・歌手。安倍なつみは妻）
- 吉田みどり（北海道テレビ放送（HTB）社員。元アナウンサー）
- 若乃花幹士（初代）（元大相撲力士、日本相撲協会理事長。出生地は青森県弘前市）

## 室蘭市を舞台とした作品

### 映画
- 『若ノ花物語 土俵の鬼』（1956年）
- 『樹氷のよろめき』（1968年）
- 『いこかもどろか』（1988年）
- 『いつかギラギラする日』（1992年）
- 『名探偵コナン 銀翼の奇術師』（2004年）
- 『天国の本屋〜恋火』（2004年）
- 『ミラーを拭く男』（2004年）
- 『YUMENO』（2005年）
- 『アリア』（2007年）
- 『恋極星』（2009年）
- 『海炭市叙景』（2010年）
- 『映画 妖怪人間ベム』（2012年）
- 『探偵はBARにいる2 ススキノ大交差点』（2013年）[118]
- 『世界から猫が消えたなら』（2016年）
- 『モルエラニの霧の中』（2020年）

### テレビドラマ
- 『青い鳥』（1997年）
- 『上条麗子の事件推理5 函館・洞爺湖・白老・札幌〜流れ質屋の罠・心の家を求めて』（2006年）
- 『Mother』（2010年）
- 『鬼刑事 米田耕作 〜銀行員連続殺人の罠〜』（2012年）
- 『プラチナタウン』（2012年）
- 『北海道警事件ファイル 警部補 五条聖子3 登別室蘭殺人事件』（2015年）
- 『松本清張特別企画「犯罪の回送」』（2018年）
- 『相棒 season18』（2019年）

### 書籍・漫画
- 曽根富美子『親なるもの 断崖』
- 西村京太郎『母の国から来た殺人者』
- 葉真中顕『凍てつく太陽』
- 葉山嘉樹『海に生くる人々』
- 吉野茉莉『藤元杏はご機嫌ななめ－彼女のための幽霊－』他
- 吉村達也『地球岬の殺人』

### CM
- サッポロビール サッポロクラシック「やさしい町篇」（2005年）
- サッポロビール サッポロクラシック「季節篇」（2007年）
- サッポロビール 黒ラベル「大人のエレベーター」シリーズ（2012年）
- 富士重工業 New SUBARU Story 「宣言篇」「初めての雪篇」（2015年）
- 野村ホールディングス「東京オリンピックは、もう始まっている。」海篇（2015年）

### 音楽
歌
- 森進一「女がひとり」[119]
- さとう宗幸「地球岬」[119]
- 鳥羽一郎「地球岬」[119]
- 大川栄策「母恋北町会いに来い」[119]
- 金沢明子「母恋の町は北の町」[119]
- 北島三郎「室蘭ばやし」[119]
- 藤山一郎「輪西製鐵所の歌」[119]

ミュージック・ビデオ
- SunSet Swish「さくらびと」（2010年）
- サトウヨシアキ「もう一度笑って」（2013年）
- BLUE ENCOUNT「ポラリス」（2019年）

## テレビ番組
- 日経スペシャル ガイアの夜明け 「団塊さん　いらっしゃい」 ～大定年時代の人口争奪戦～（2006年1月31日、テレビ東京）[120]。- 団塊世代「Uターン」ラブコール作戦を取材。